# 澳門倫敦人
澳門倫敦人，澳門賭場及度假酒店，位於路環連貫公路一旁，澳門四季酒店對面。前身是金沙城中心，是金沙中國路氹金光大道第五、六期項目，提供總面積達120萬平方英呎的零售、娛樂消閒、餐飲設施，於2012年4月11日起正式投入運作。其中假日酒店已於2019年中起暫停運作，改建為倫敦人酒店，第一期於2021年2月8日揭幕。

## 歷史

### 金沙城中心時期
- 2012年4月11日下午6時，金沙城中心正式開幕，首六小時吸引了84,000人入場。[2]2012年9月澳門政府批出的460間酒店客房的新酒店，亦即金沙城中心2B期，金沙將酒店命名為瑞吉酒店（St. Regis(R)）。2013年1月連接金沙城中心與四季酒店，橫跨路氹連貫公路的行人天橋啟用。
- 2013年5月，金沙中國與美國夢工場動畫宣佈落實合作計劃，由七月一日起在金沙城中心引入夢工場最少11名經典動畫人物，與旅客及住客提供互動娛樂體驗。[3]

### 金沙城中心改建

金沙城中心時期標誌

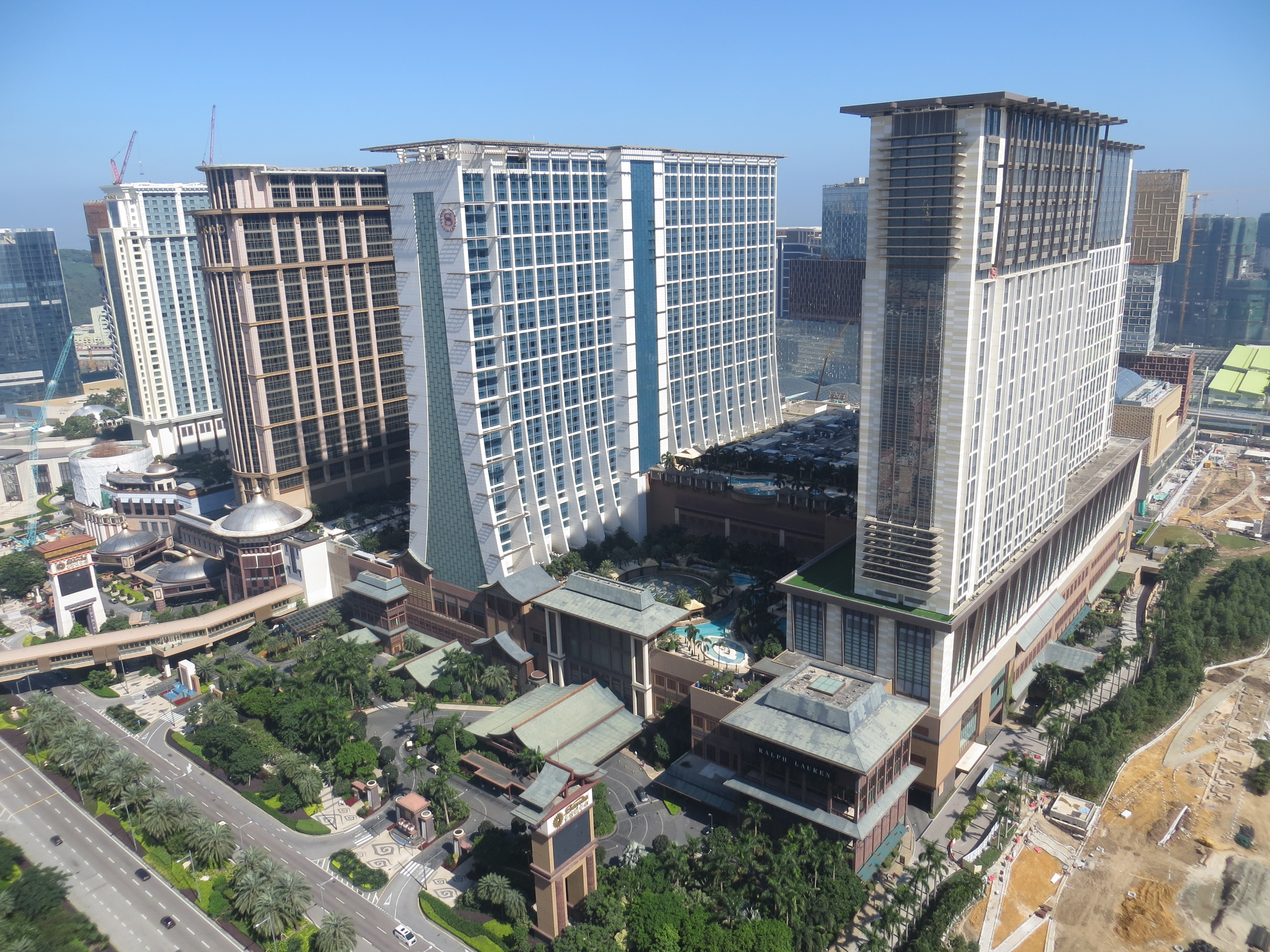
從澳門巴黎人巴黎艾菲爾鐵塔眺望金沙城中心（2017年）

- 2017年10月26日，拉斯維加斯金沙集團表示將斥資逾11億美元於金沙城中心和澳門四季酒店新資本項目，大部分投資將用於金沙城中心的擴建及重新設計並以倫敦為主題的新景點，並易名為「倫敦人（The Londoner Macao）」。工程預計將於2018年第2季開始，預期18至24個月內竣工。[4]
- 2019年5月8日，金沙中國有限公司總裁王英偉聯同國際球星大衛·碧咸一同出席新聞發布會，介紹將金沙城中心翻新，指，倫敦人最新項目將於2020年及2021年分階段完成。[5]
- 2020年2月8日，受到2019冠狀病毒病疫情影響，位於金沙城中心內的瑞吉酒店和康萊德臨時暫停營業，直至2020年4月上旬。[6]
- 2020年4月起，澳門喜來登大酒店部分區域曾被澳門特區政府多次徵用並劃定指定隔離酒店區域為「指定醫學觀察酒店」，從2020年12月20日起，劃定指定隔離酒店區域被再次徵用，成為「自選醫學觀察酒店」之一。
- 2021年2月8日，整个综合体正式更名为“澳门伦敦人”，当时经过翻新的物业的第一阶段庆祝了盛大开业。[7]第一阶段包括伦敦人酒店开业，一个全新的水晶宫中庭，其中包括沙夫茨伯里纪念喷泉的复制品、新的餐饮选项以及一系列以伦敦为主题的互动景点。一个为伦敦人酒店客人提供服务的英式专属俱乐部——The Residence，也在第一阶段开业。[8][9]后续阶段，逐渐在2021年完成，包括位于伦敦帝国酒店顶层的大卫·贝克汉姆套房，拥有370间客房的伦敦法院，主题重新设计和扩建的伦敦购物中心，以及拥有6000个座位的伦敦竞技场。[10]重新品牌的后续阶段还包括议会大厦立面的完成，一座真人大小的大本钟，以及在水晶宫中庭举行的卫兵交接仪式。[8][11][12][13]

### 倫敦人時期
- 2021年2月8日，澳門倫敦人第一期揭幕，包括倫敦人酒店和購物中心。[14]
- 2023年2月16日，澳門倫敦人酒店和倫敦人御園開業獲評五星。
- 2023年5月25日，經過兩年全面改造及升級後，澳門倫敦人正式揭開序幕。亦因澳門全面通關的原故，英國球壇巨星兼澳門金沙度假區全球大使的大衛·碧咸蒞臨出席慶典[15]。

## 酒店

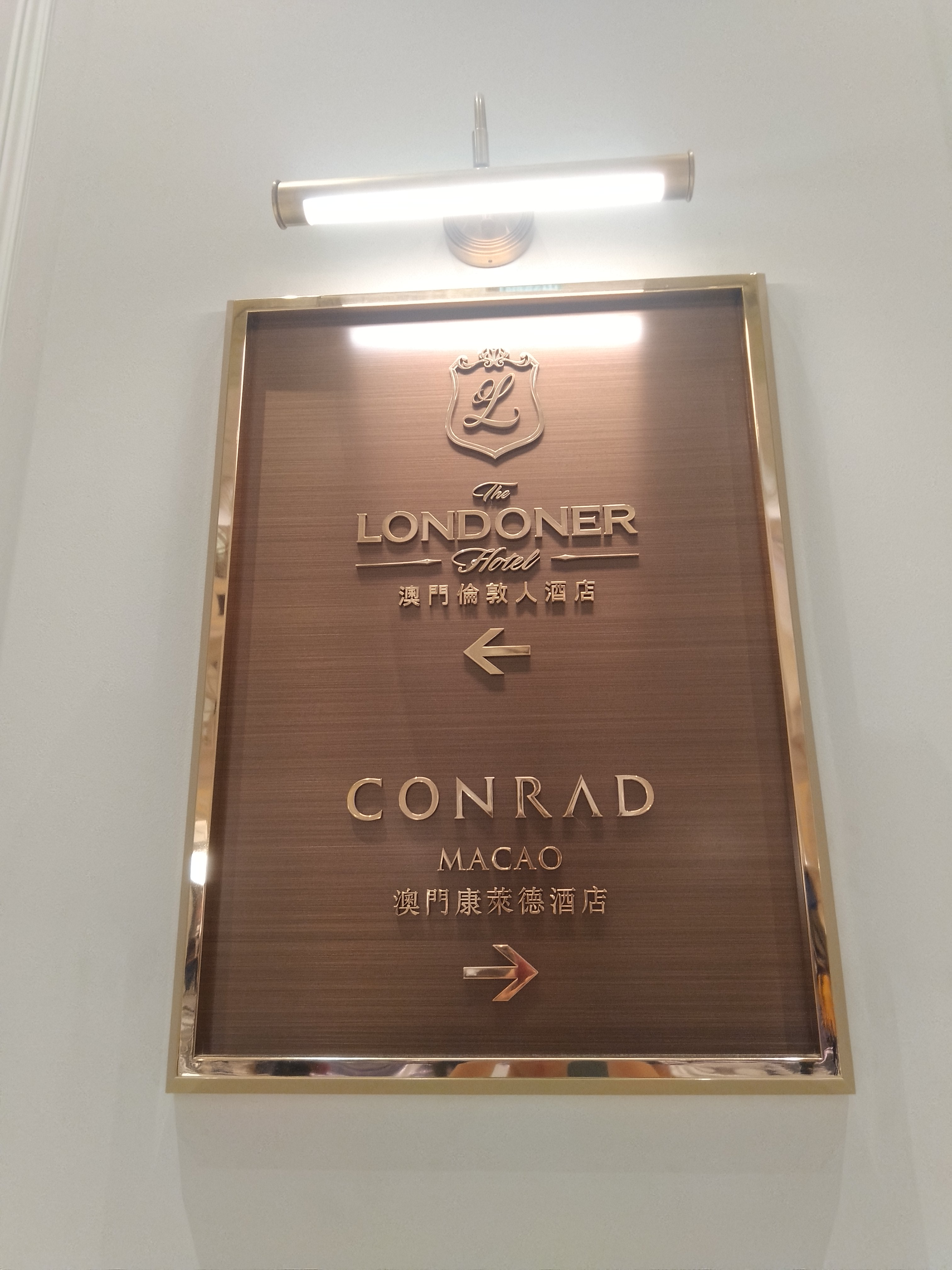
酒店指示牌（左方為倫敦人酒店，而右方為康萊德酒店）

### 康萊德酒店
澳門康萊德酒店（Conrad Macao）是一所由金沙中國發展的豪華渡假村，共設有636間客房，包括206間套房。酒店位於澳門倫敦人酒店側，樓高39層，可俯瞰路氹金光大道。酒店內設有 康萊德健身中心，中心備有按摩浴池、桑拿和蒸氣浴室等器材，及菩提水療以及室外泳池等設施。酒店範圍內食肆餐廳包括：「康萊德大堂酒廊」、「奧旋自助餐」、「朝」以及「海之都餐廳」。酒店設有10,000平方米靈活會議空間，配備隔音牆；還設有3個用途廣泛的宴會廳，面積共1,400平方米，更可分成48個獨立會議室。該酒店原稱金沙城中心康萊德酒店 (Conrad Macao, Cotai Central)，唯配合金沙城中心的改造計劃已更為現名。

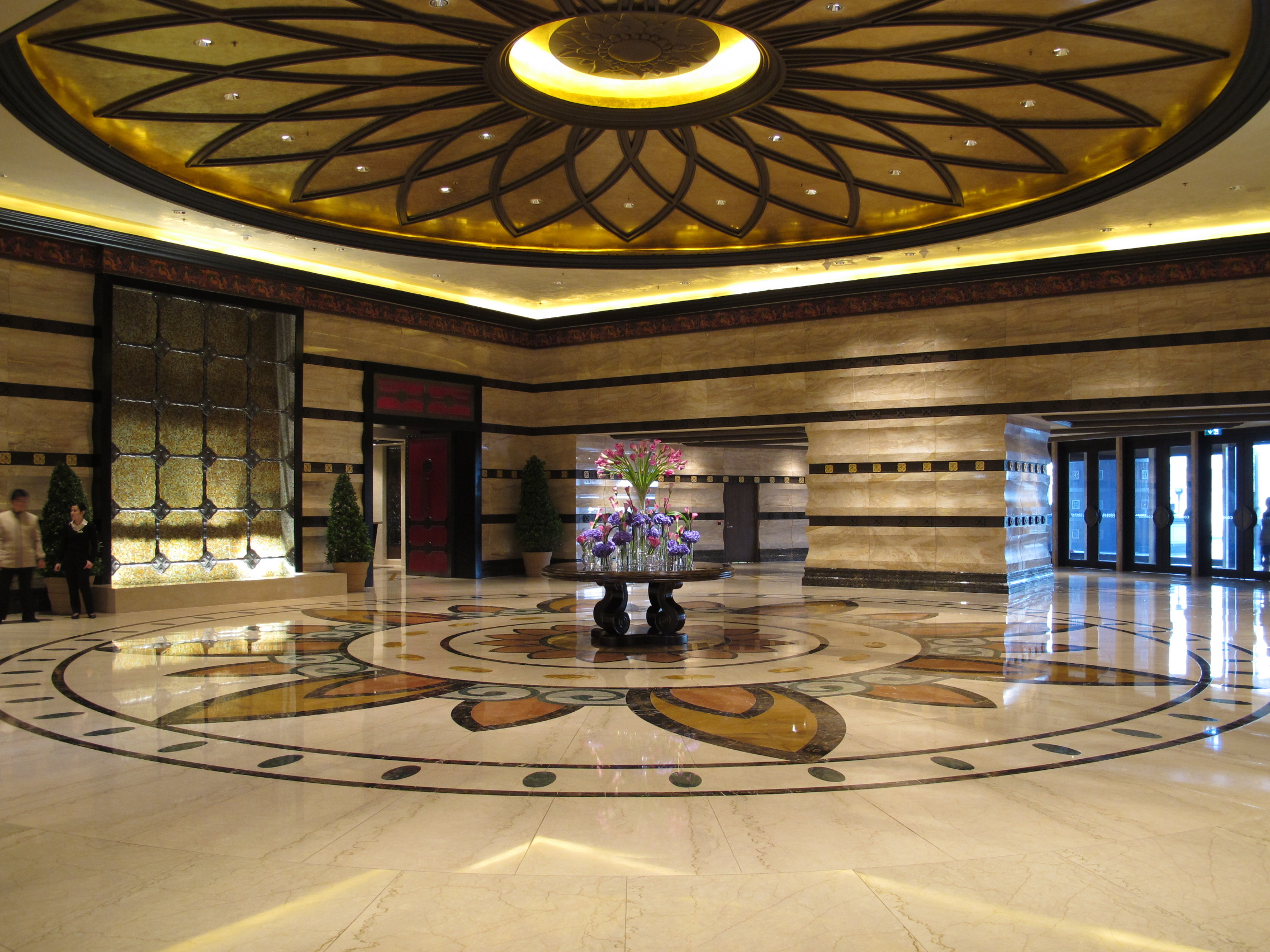
康萊德酒店大堂 (2013年)
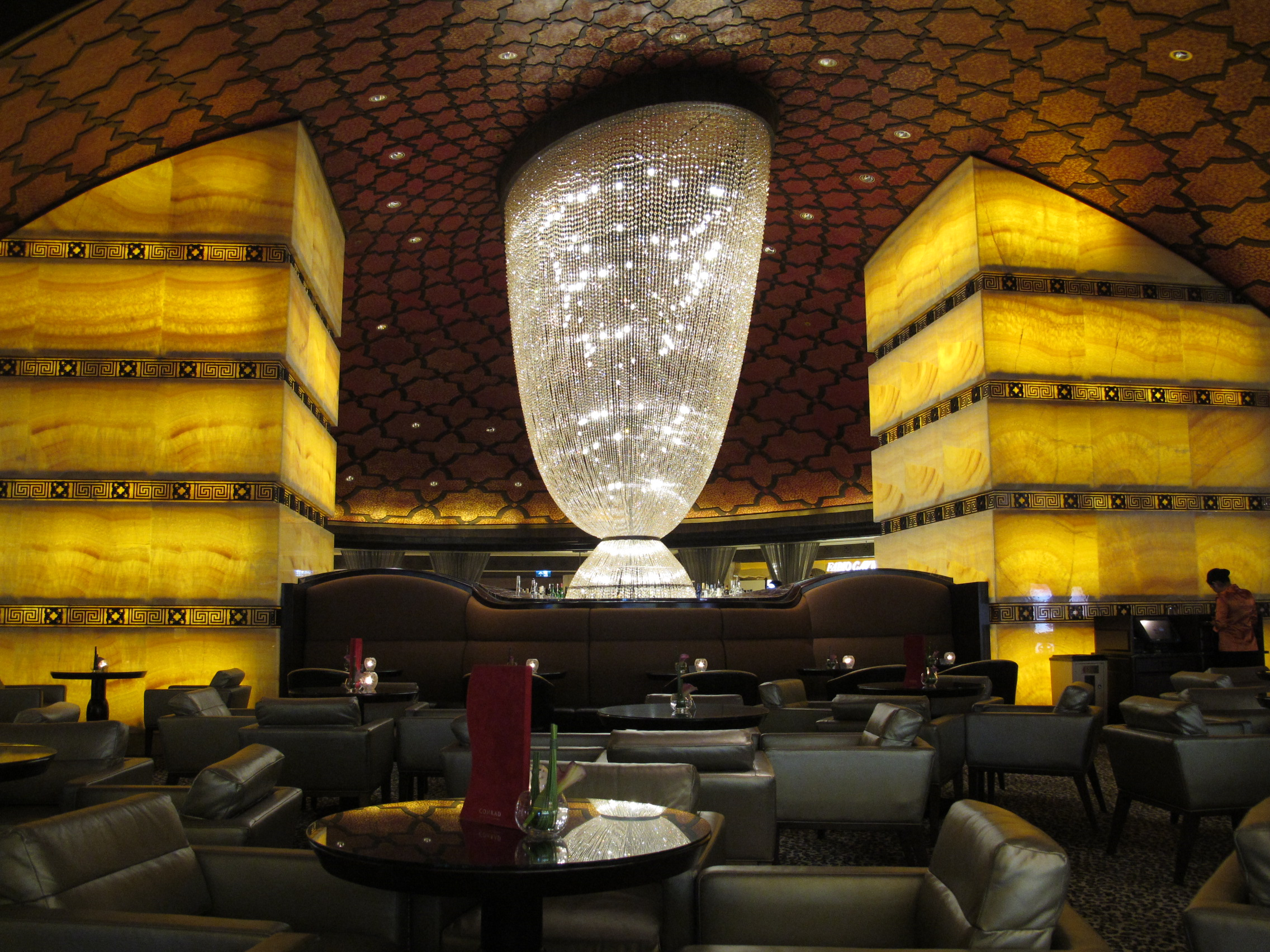
康萊德大堂酒廊 (2013年)

### 倫敦人酒店
澳門倫敦人酒店（The Londoner Macao）是澳門倫敦人酒店項目內的全新酒店，酒店部分原預計2020年底前落成，不過因應疫情而延遲到2021年2月8日開幕。
酒店投資金額近20億美元，採用全套房設計，提供約600間一居室套房，包括75平方米的「路易套房」和「維多利亞套房」，以及113平方米的「溫莎套房」，由香港梁志天設計集團負責設計。而酒店最高兩層設有14間「大衛－碧咸套房」，由澳門金沙度假區全球大使碧咸與英國室內設計公司David Collins Studio合作設計。
而酒店電梯大堂設7座英國經典人物造型的雕像（維多利亞時期的警察、龐克造型、騎士、女王的皇家衛兵、莎士比亞、倫敦塔的守衛及倫敦紳士），並設面積逾1,100平方米的專屬會所「華庭」，內設用餐區The Green Room，以藝術畫廊為主題的The Lounge和酒吧The Bar。餐廳包括提供中國北方傳統菜餚的「北方鳴苑」，提供自助早餐、全日地中海菜式、特色下午茶的「邱吉爾餐廳」、泰國料理「妙 - 泰」、由英國名廚Gordon Ramsay主理的英式酒吧和餐廳「戈登拉姆齊英式餐吧」和由中國「淮揚菜教父」周曉燕大師主理的「淮揚曉宴」。

### 倫敦人名匯
倫敦人名匯（Londoner Grand）是藏身於度假區內的一方新天地，讓賓客步入英倫風格的優雅生活方式。這裡以久負盛名的倫敦梅費爾區為靈感，為獨特品味的旅客打造非凡住宿體驗。

#### 御匾名匯
御匾名匯（Paiza Grand）坐落於倫敦人名匯內，專為追求卓越住宿、設施及個性化服務的高端旅行者設計，打造無與倫比的入住體驗。由滿足賓客大小需求的名匯管家以至彰顯奢華生活美學的大師課程，精彩體驗，無所不有。

### 倫敦人御園酒店
倫敦人御園（Londoner Court）酒店是一個盡享英倫奢華的豪華酒店，主打高端客人及家庭客，賓客可享有24小時英式管家服務和名廚餐廳，以及私人會所。御園將提供368間公寓式客房。

### 已停止運作的酒店

#### 澳門金沙城中心假日酒店
澳門金沙城中心假日酒店（Holiday Inn Macao, Cotai Central）的風格以亞洲式的陳設爲靈感，並糅合現代的設計來締造。酒店備有游泳池、健身俱樂部及庭園。酒店設有1,224間房間，包括65間套房、1,159間其他客房。酒店內設有「酒店大堂酒廊」以及「池畔咖啡廊」。而且提供20,000平方米配備隔音牆靈活的會議室，設有9個小型宴會廳，面積14,841平方米，可分成多個獨立會議室和行政會議廳，其中「喀什宴會廳」可容納最多4,000人，並可分為16間獨立會議室，亦可提供即時傳譯服務。配合金沙城中心的改造計劃，酒店已於2019年年底終止營運，原建築部分將會改造為澳門倫敦人酒店。

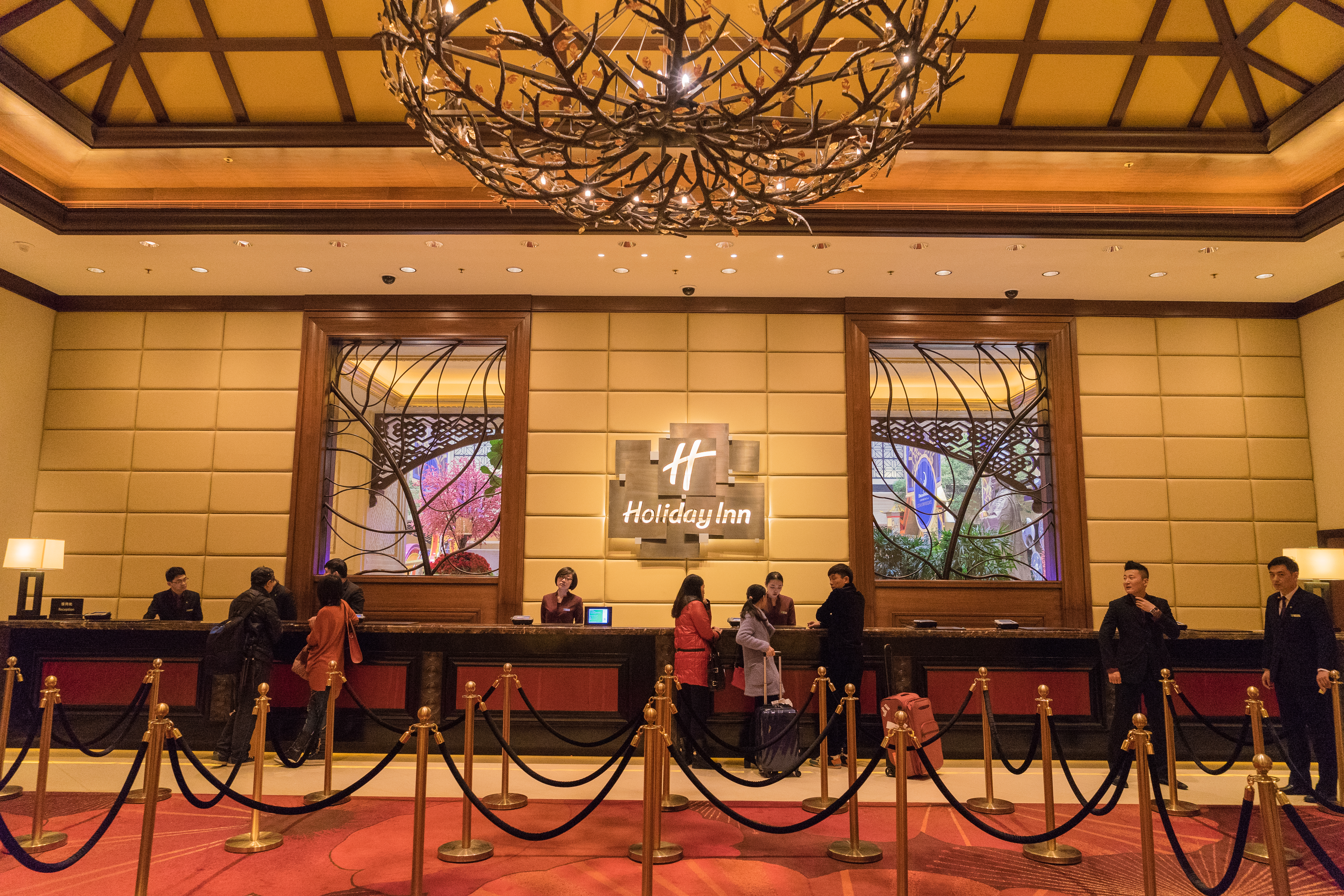
金沙城中心假日酒店大堂
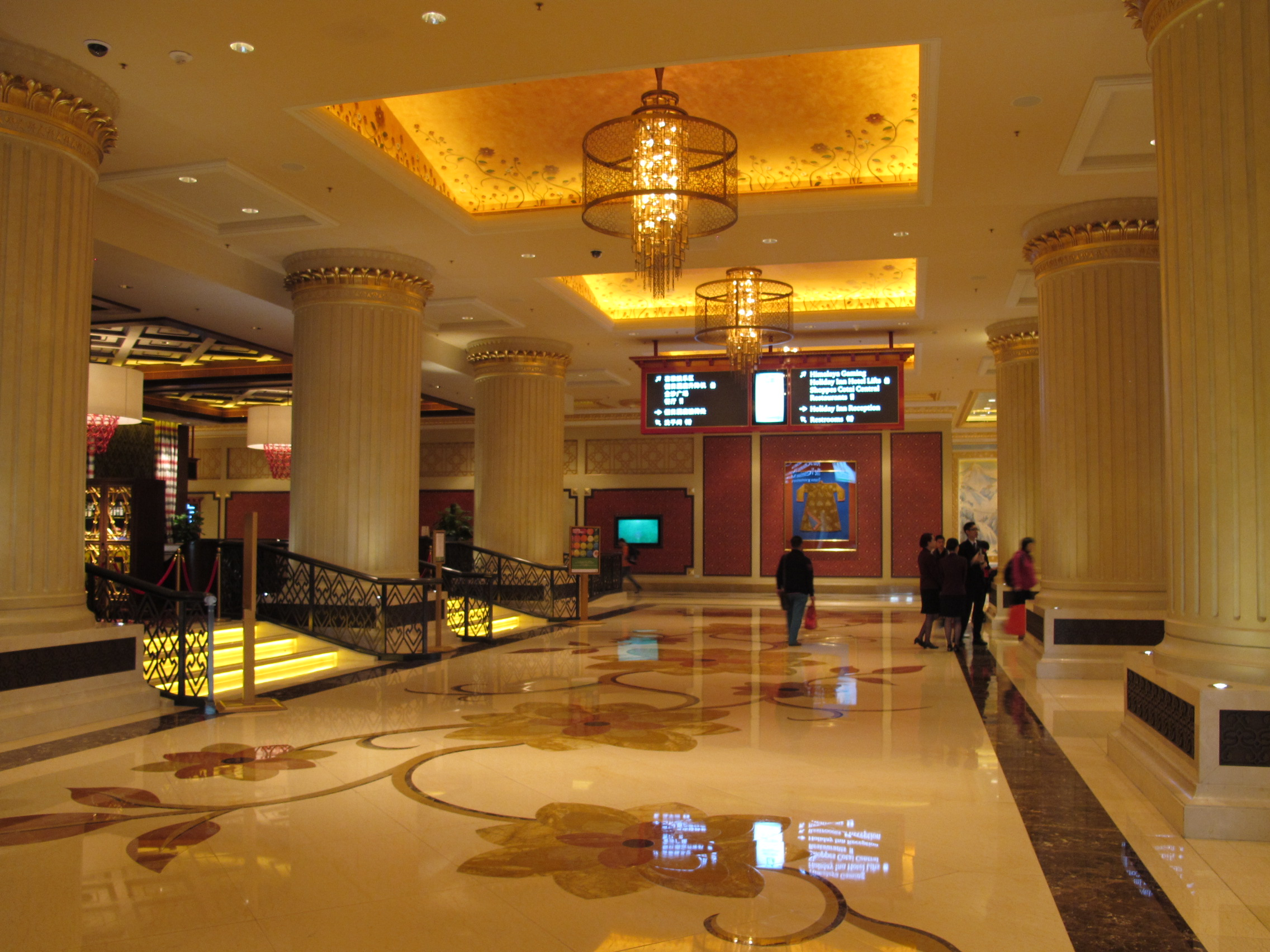
假日酒店大堂
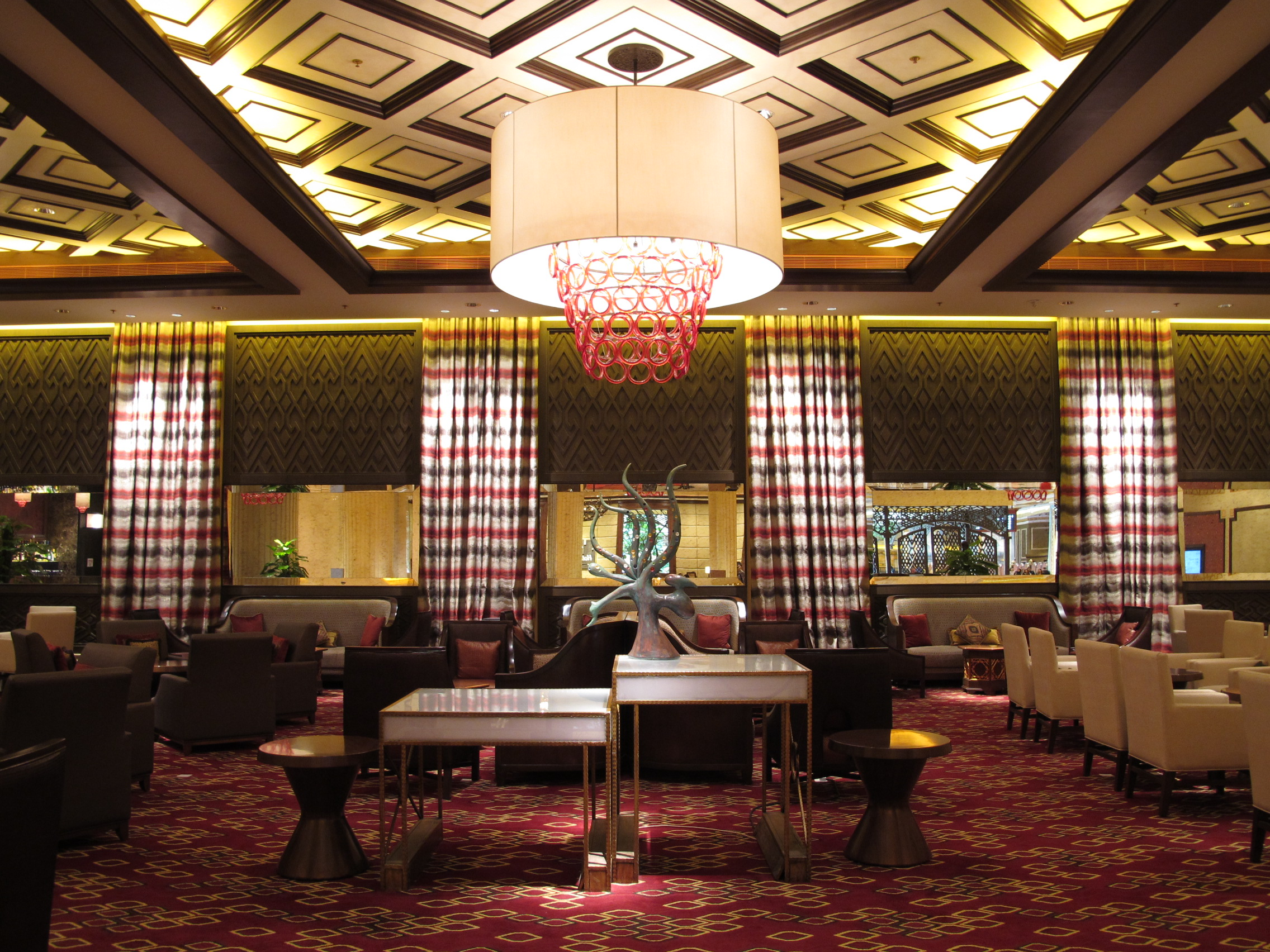
假日酒店大堂酒廊
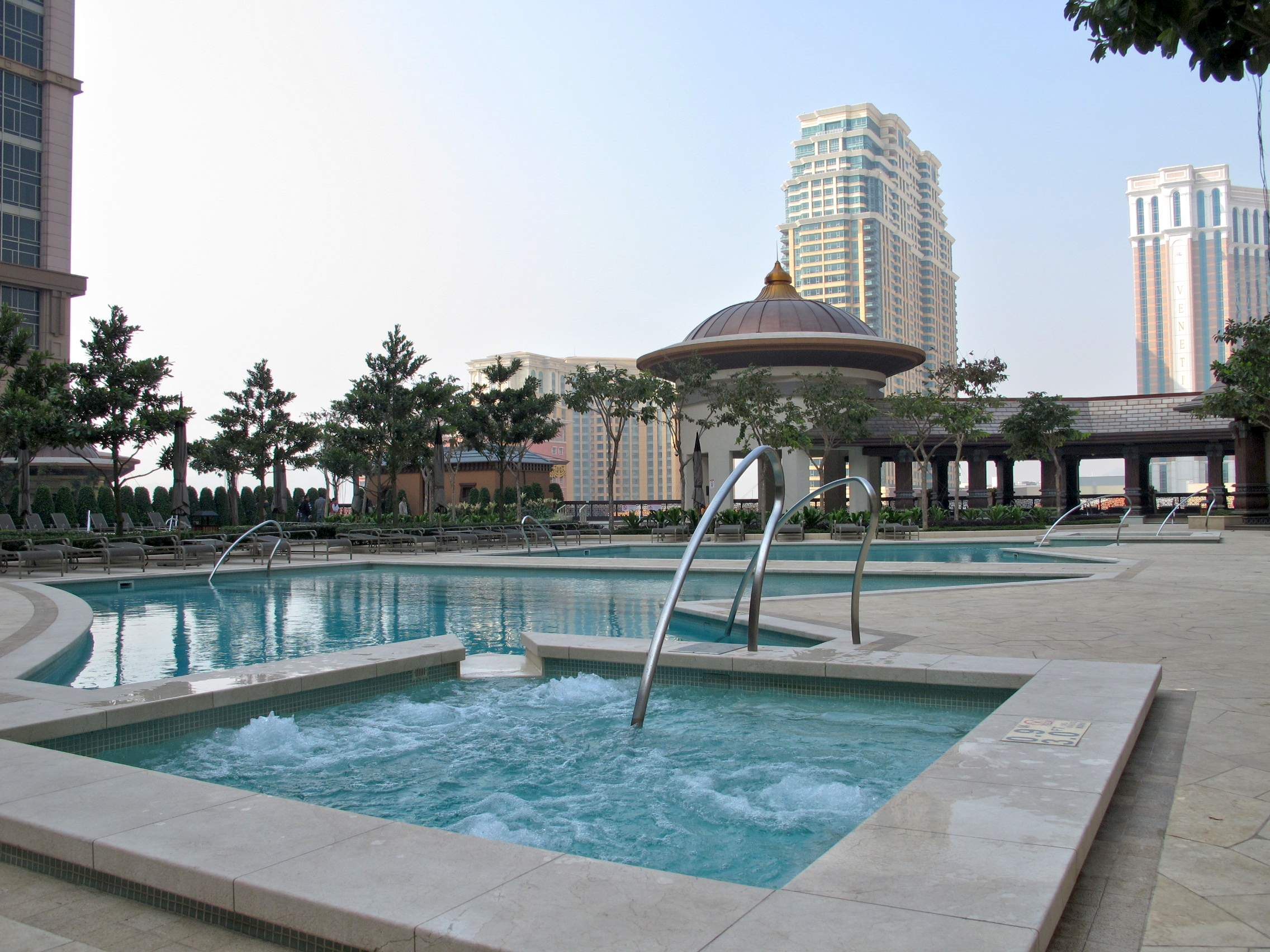
游泳池

#### 喜來登酒店
澳門喜來登大酒店（Sheraton Grand Macao）是喜來登酒店集團旗下最大型的酒店項目。酒店提供3,896間客房和套房，並設有超過214,000平方呎的多功能會議設施，以及可同時接待5,000名賓客的宴會廳。酒店擁有全球最大的「喜來登行政酒廊」、喜來登水療（Shine Spa for Sheraton）和 喜來登健身中心（Sheraton Fitness）。所有客房均備有酒店專用的喜來登「甜夢之床」（Sheraton Sweet Sleeper™ Bed）。另外，喜來登行政樓層的賓客可享健身運動課程，提供健身指導。配合金沙城中心的改造計劃，喜來登酒店已進行翻新工程，預計2021年竣工，酒店已於2024年終止營運，原建築部分將會改造為倫敦人名匯及御匾名匯。

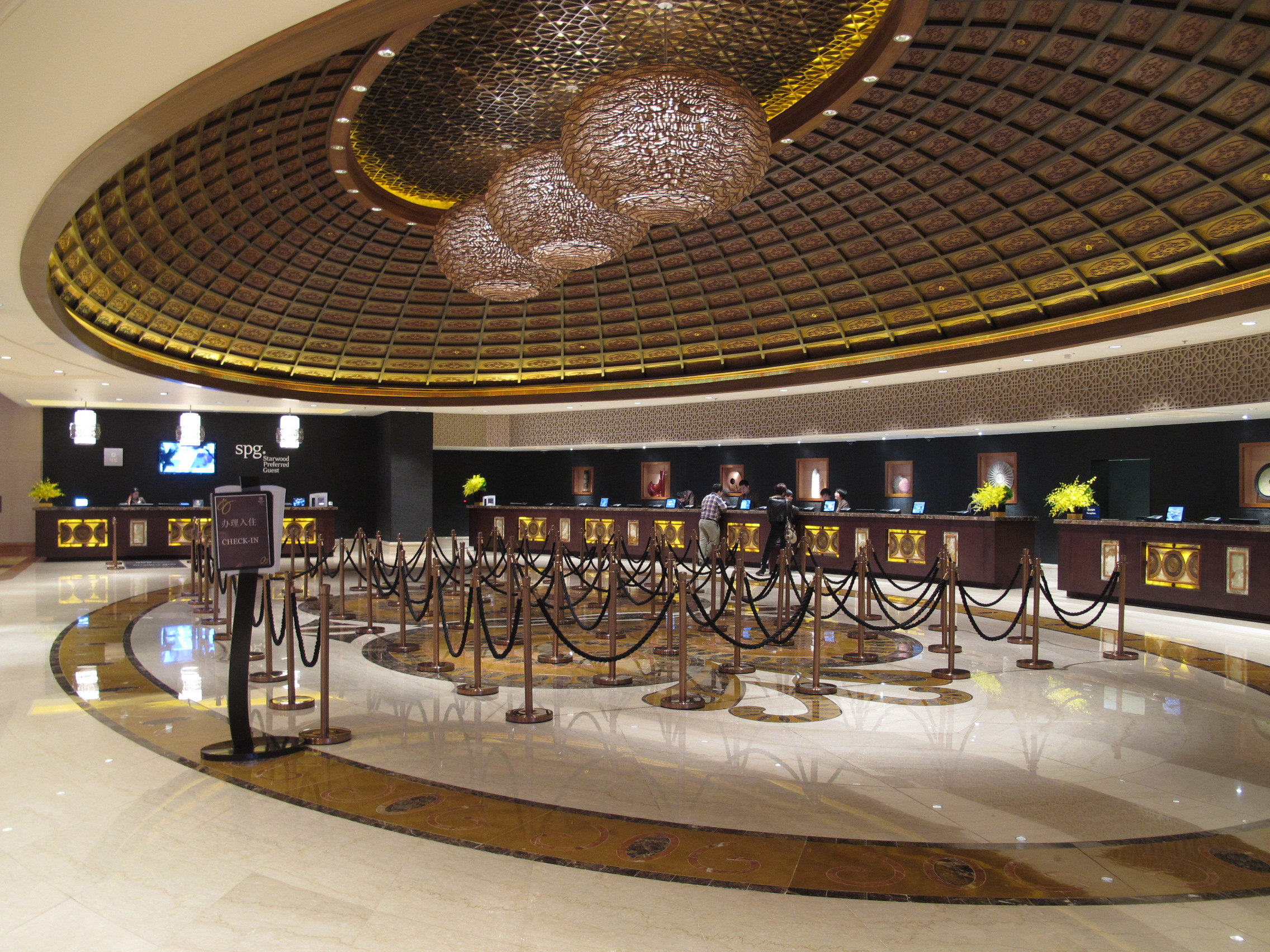
金沙城中心喜來登酒店大堂

## 特色景點

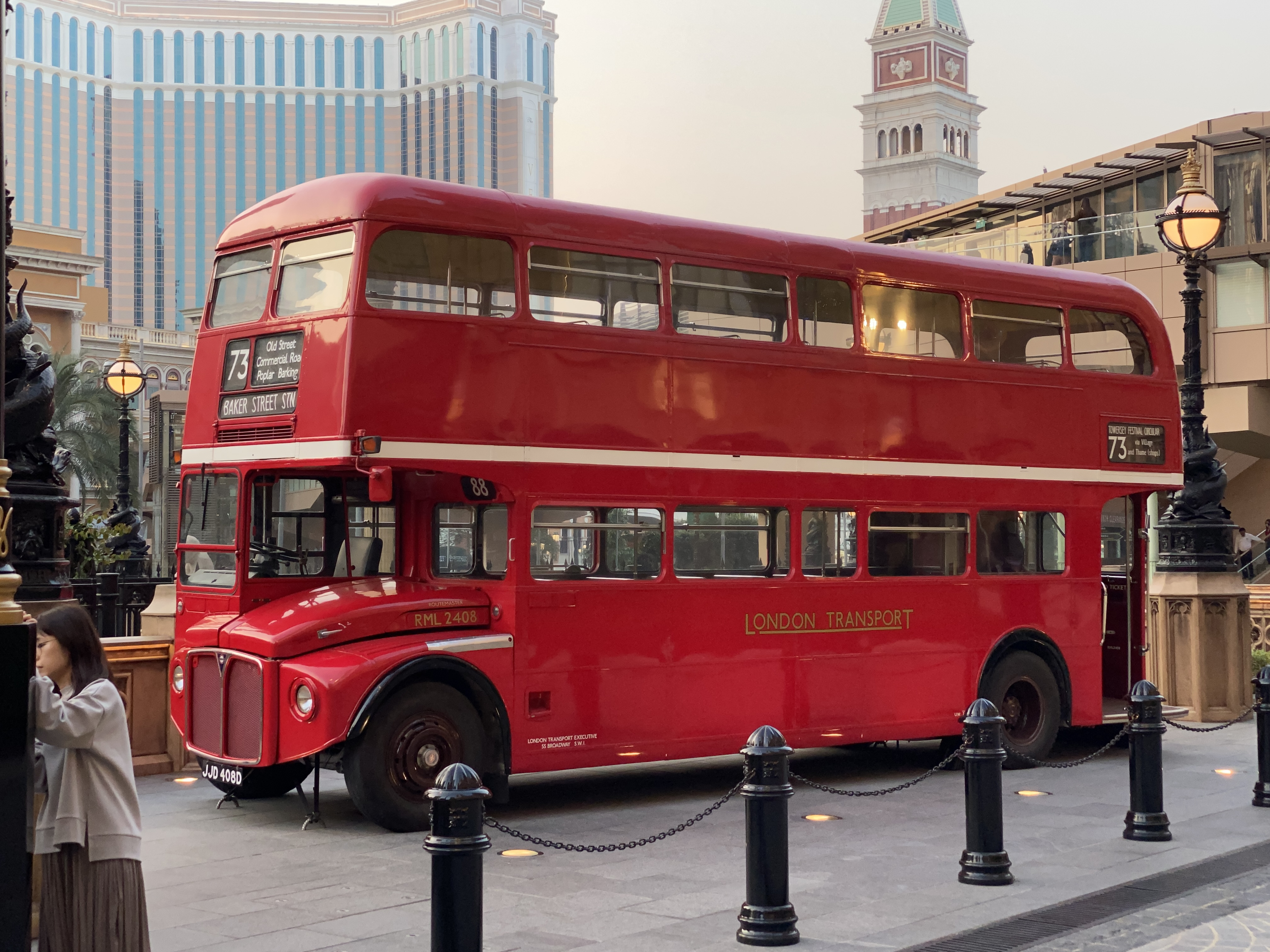
英國原裝倫敦雙層巴士

### 水晶金殿
包括中庭達33米高，設夫茨伯里紀念噴泉，並於2023年5月26日起逢星期二至星期日在不同時段上演長6分鐘的「皇家衛兵換崗」表演。

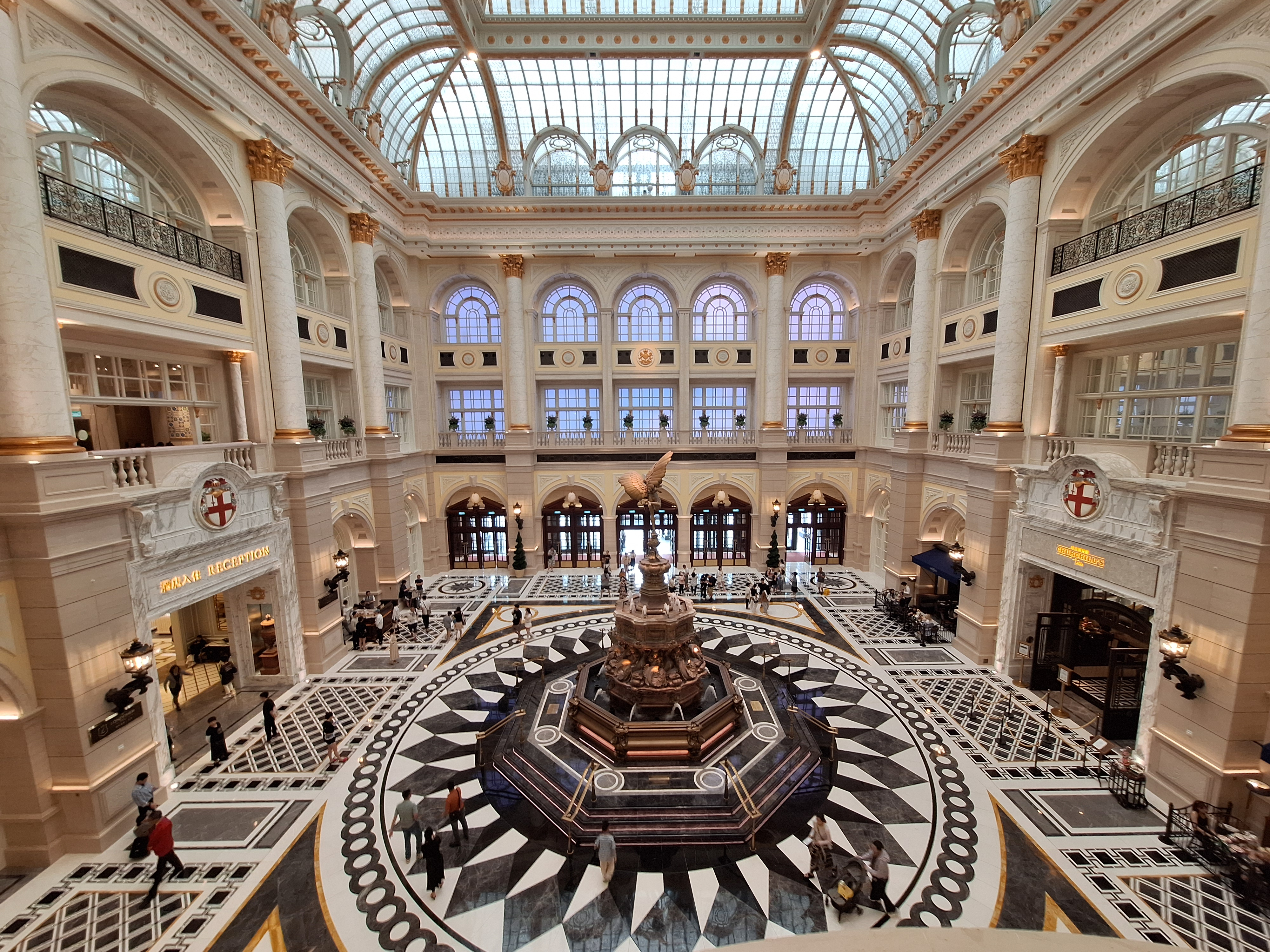
水晶金殿
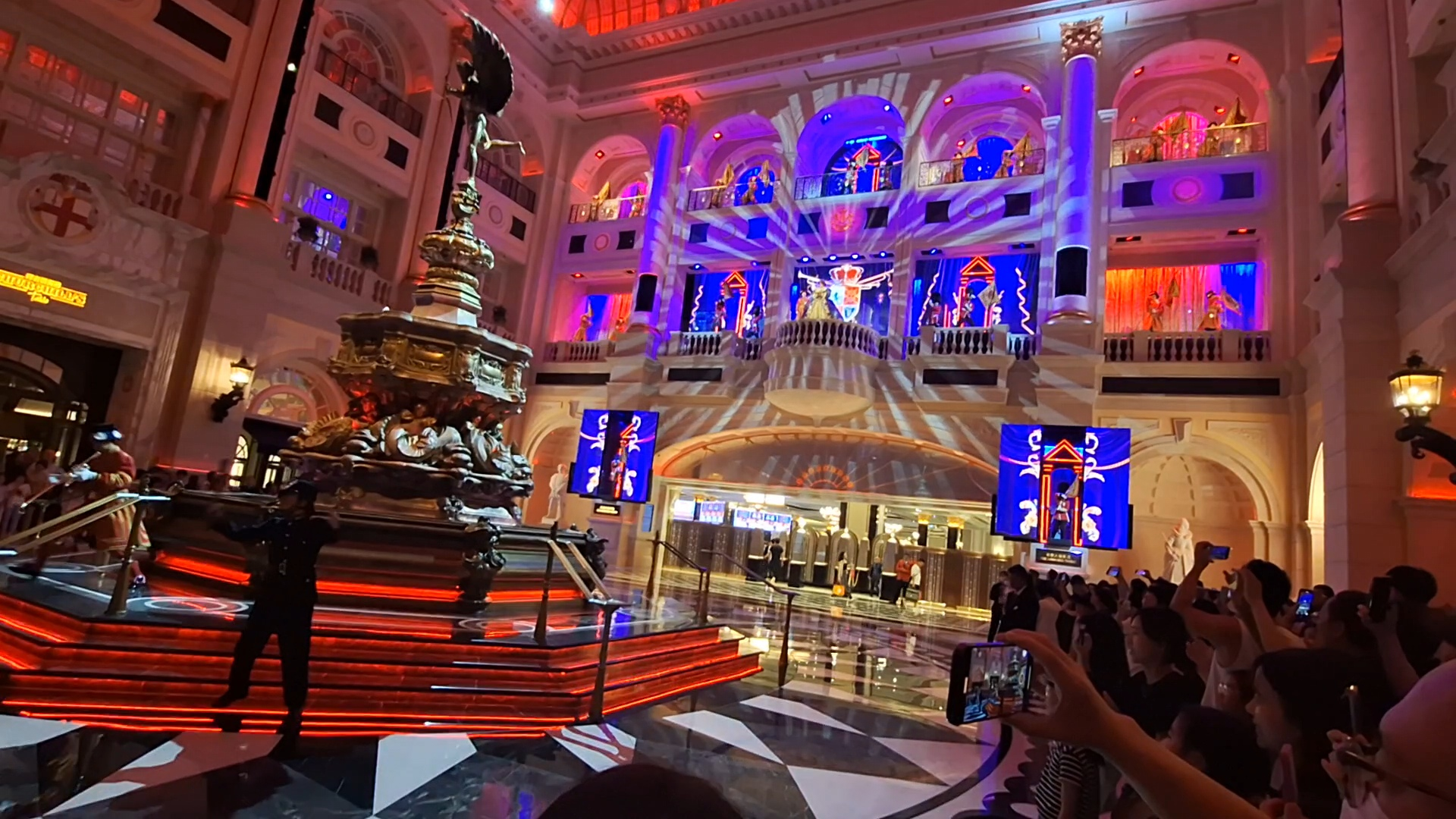
倫敦人皇家衛兵換崗

### Londoner Moments

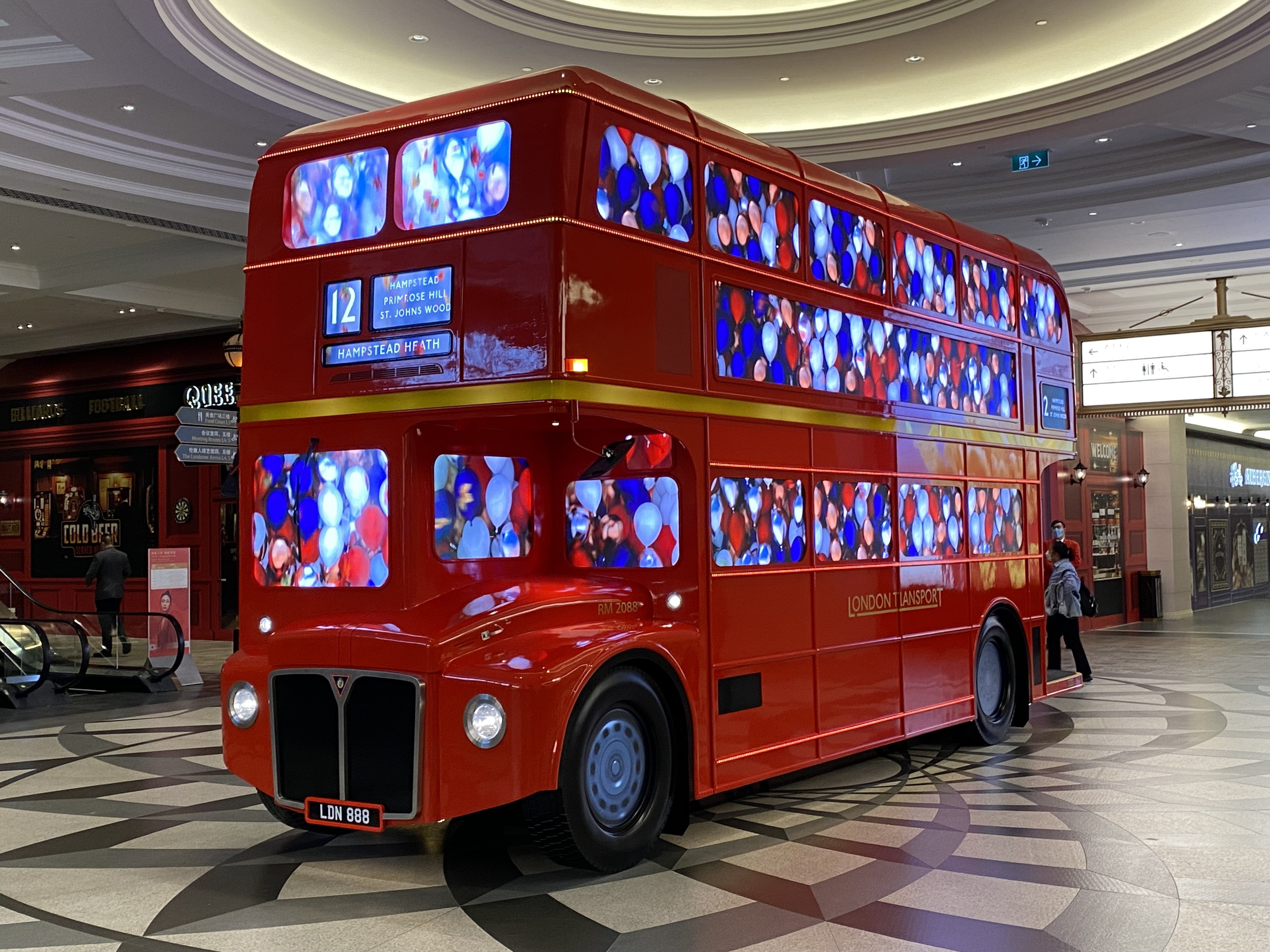
奇幻雙層巴士

設有多項拍照互動打卡點，包括5.2米高的紅色電話亭London Callin，追隨最具代表性的音樂巨星之脚步的搖滾巨星大道，皇家馬車秀，奇幻雙層巴士和巨型茶杯It's Tea Time。
外牆以西敏宮及國會大廈作為靈感設計，配有96米高的伊麗莎白塔及鐘面，每小時會有兩次的燈光匯演。

### 倫敦人購物中心

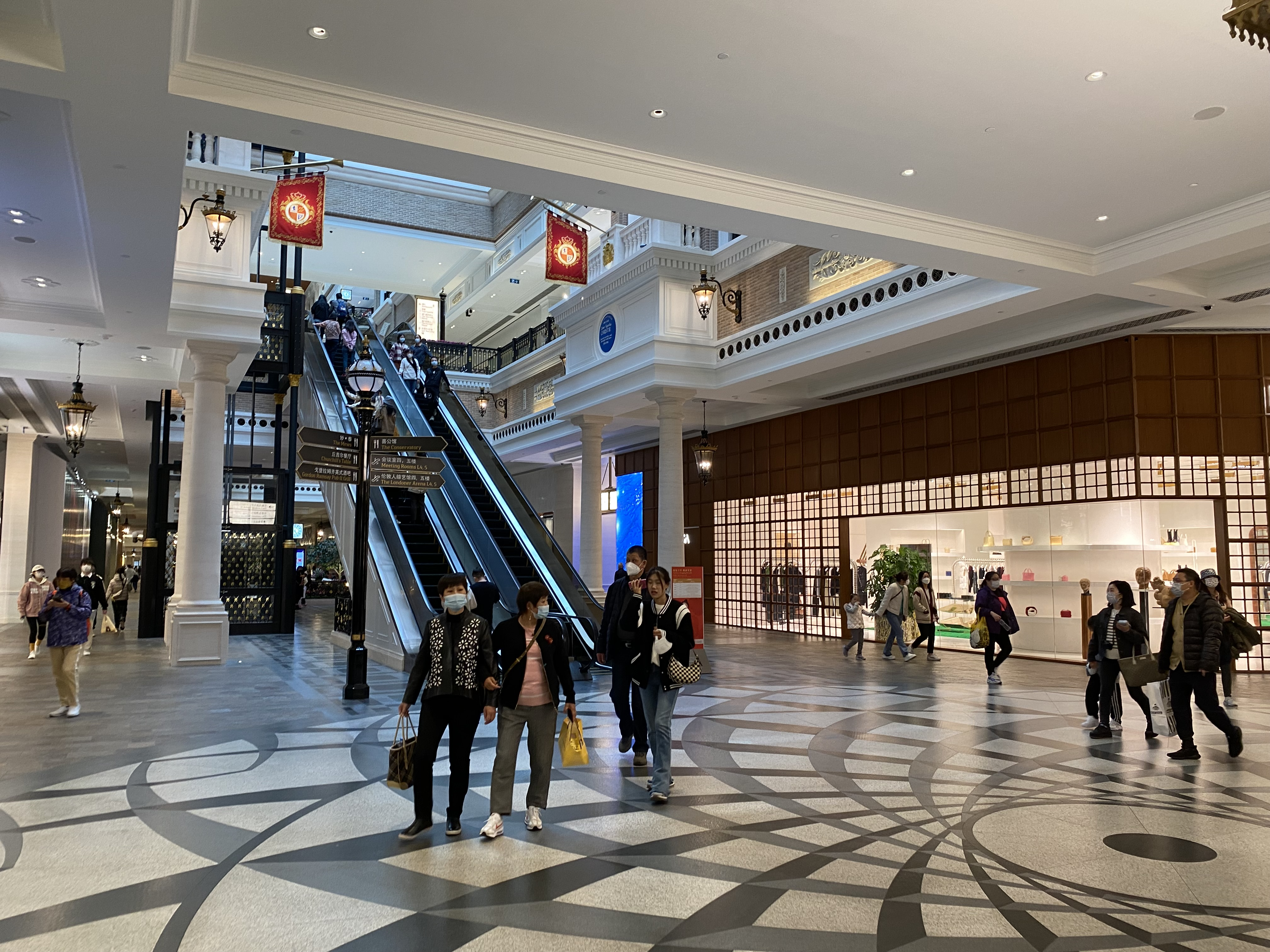
倫敦人購物中心

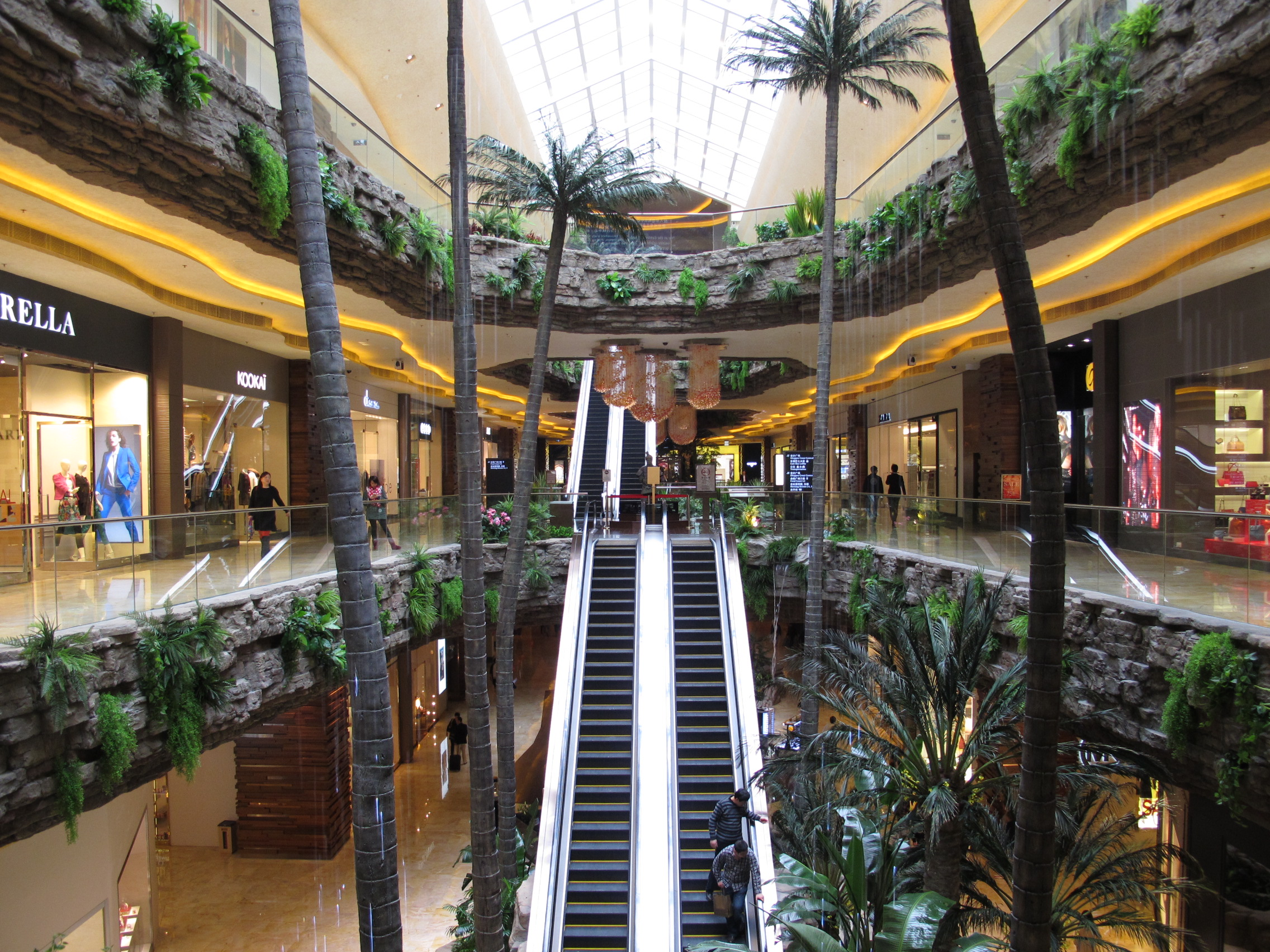
金沙廣場設計以熱帶雨林為主題 (2013年)

商場樓高3層，佔地40萬平方呎，分佈在地下及2、3樓。設計以熱帶雨林為主題，而且引入大量的自然光。整個商場有140間商店，第一期於2012年4月11日開業，共有28間店鋪。當中以高級名店為主，包括ROLEX及GUCCI等。第3期合共15萬平方呎零售空間於2014年6月開幕，當中包括家居裝飾品牌Zara Home及馬莎百貨（於2014年8月開幕），兩個品牌均是首度登陸澳門。金沙廣場亦引入童裝品牌Aquascutum Junior、Armani Junior、Moschino Junior及Ralph Lauren Kids，同時還有運動時裝店Nautica及Nike，以及旅行用品店Samsonite Black Label。第四期發展項目在2018年6月正式開幕，樓面近10萬平方呎，設超過25間店舖，包括Apple Store、Calvin Klein Performance、Razzle、MLB、Esprit、Guess、Watson's、Noble Mart、Levi's、Florsheim、Timberland、The North Face、Boy London、Zaxy及Bauhaus等。餐廳包括Lady M、翡翠拉面小笼包和葡萄牙料理“希雅度葡国餐厅”。
此外，金沙廣場設有17家餐廳，位於3樓美食廣場「口福」設有23家食肆，提供700個座位。
2018年6月29日，金沙廣場的第二間Apple Store開幕，樓高三層，由英國知名建築設計工程公司Foster and Partners設計，並加入大量綠化元素，是全球第一間Apple Store設有室內竹林。但蘋果方面未有透露總面積。
2020年，商場進行重新規劃及擴建，改名為倫敦人購物中心，設超過150間時尚及生活精品零售商店。
金沙城中心時期

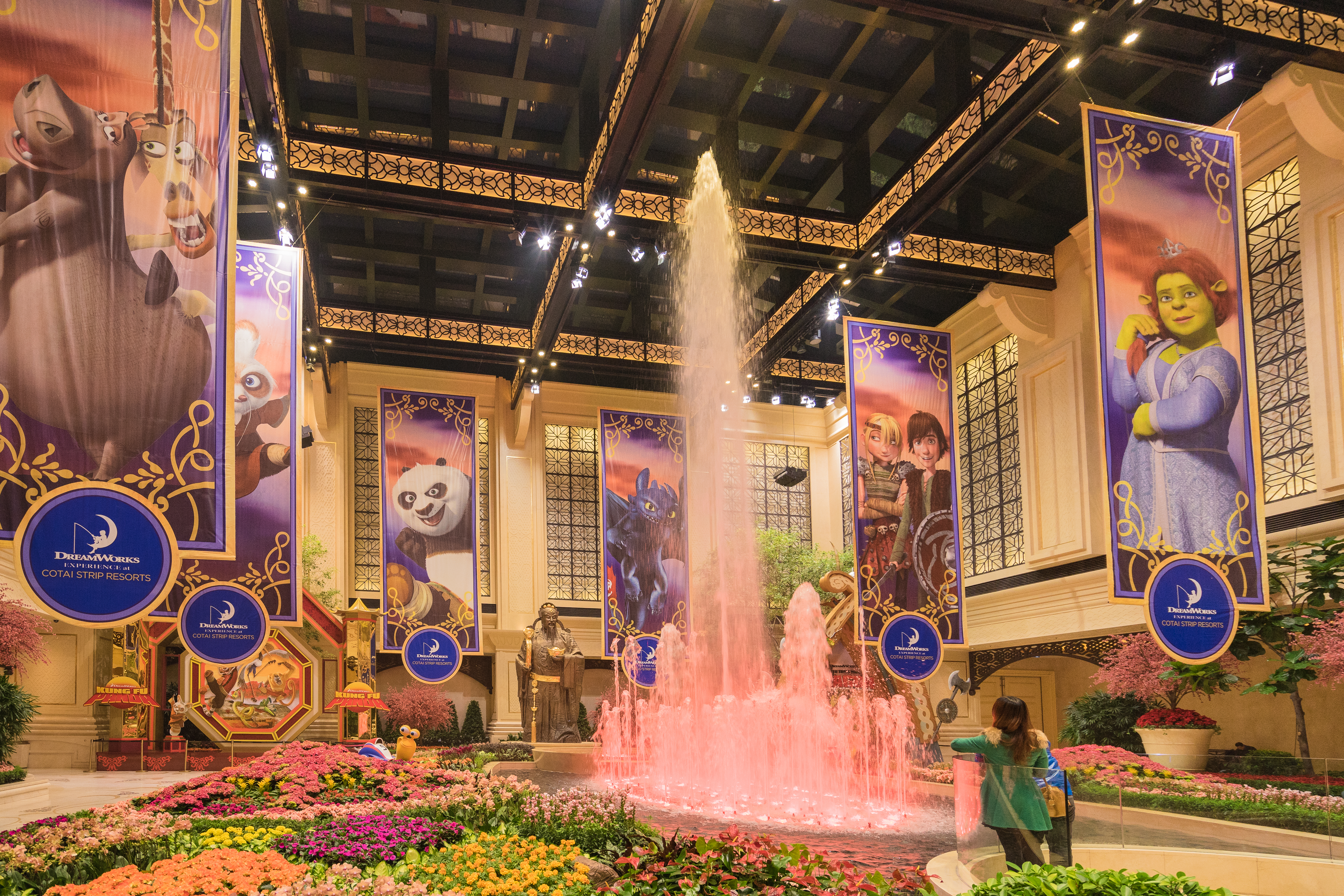
金沙城中心御桃源巨型財神雕像，前方為金沙城中心中庭噴水池 (已拆除)
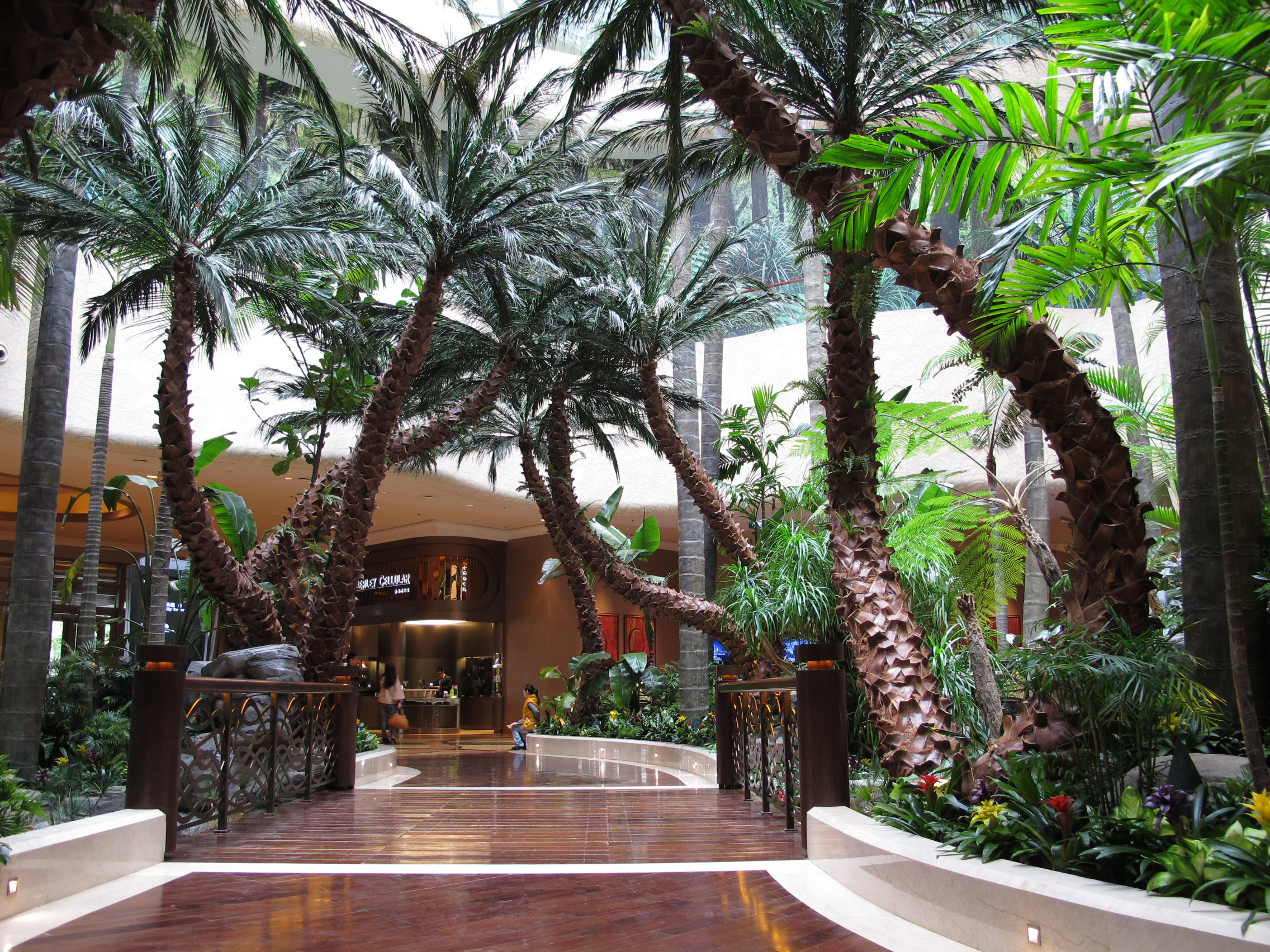
金沙城中心內的主題園林「喜柏」 (已拆除)
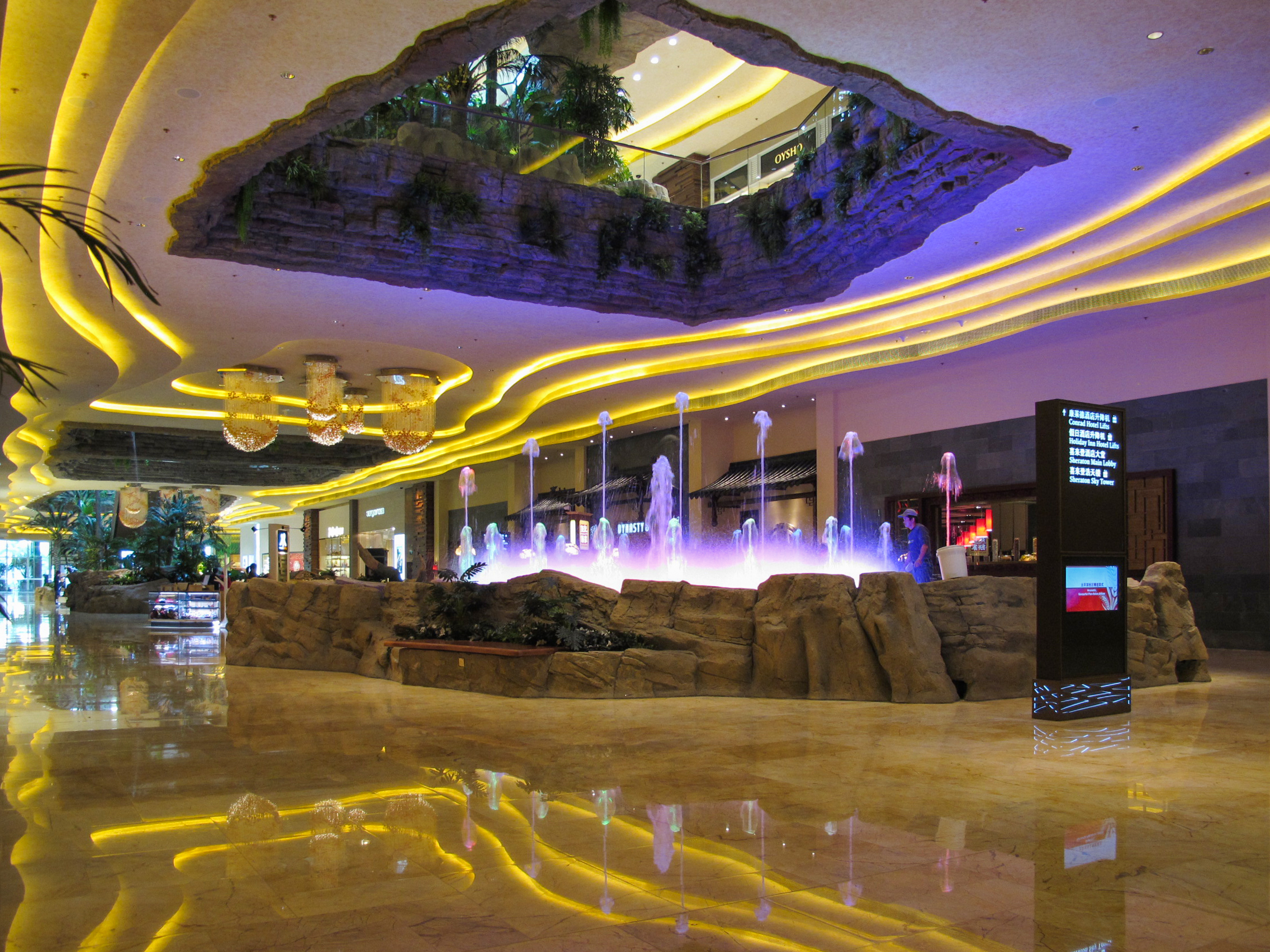
地下噴泉，隔十幾分鐘會有噴泉表演
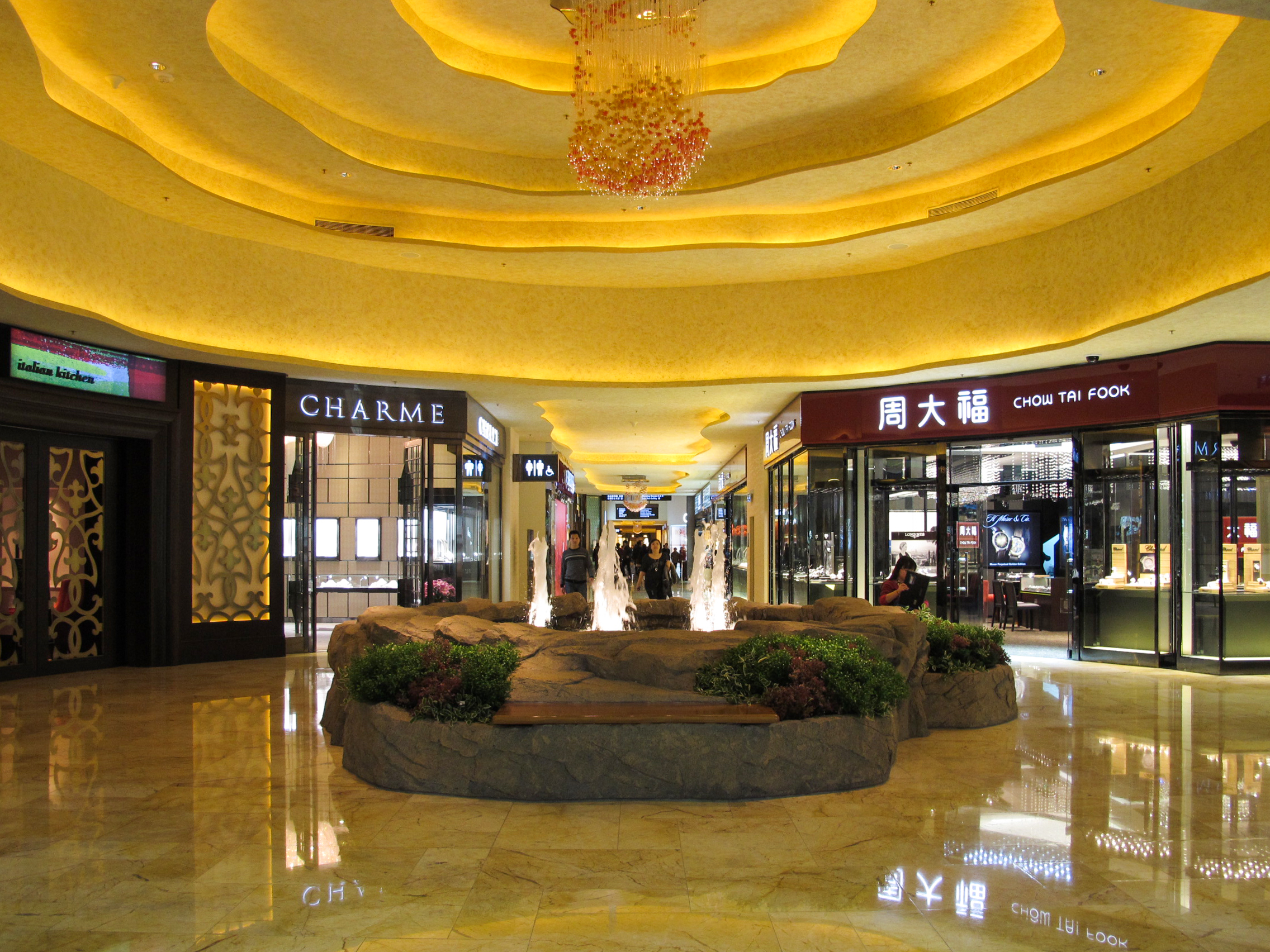
地下商店 (2013年)
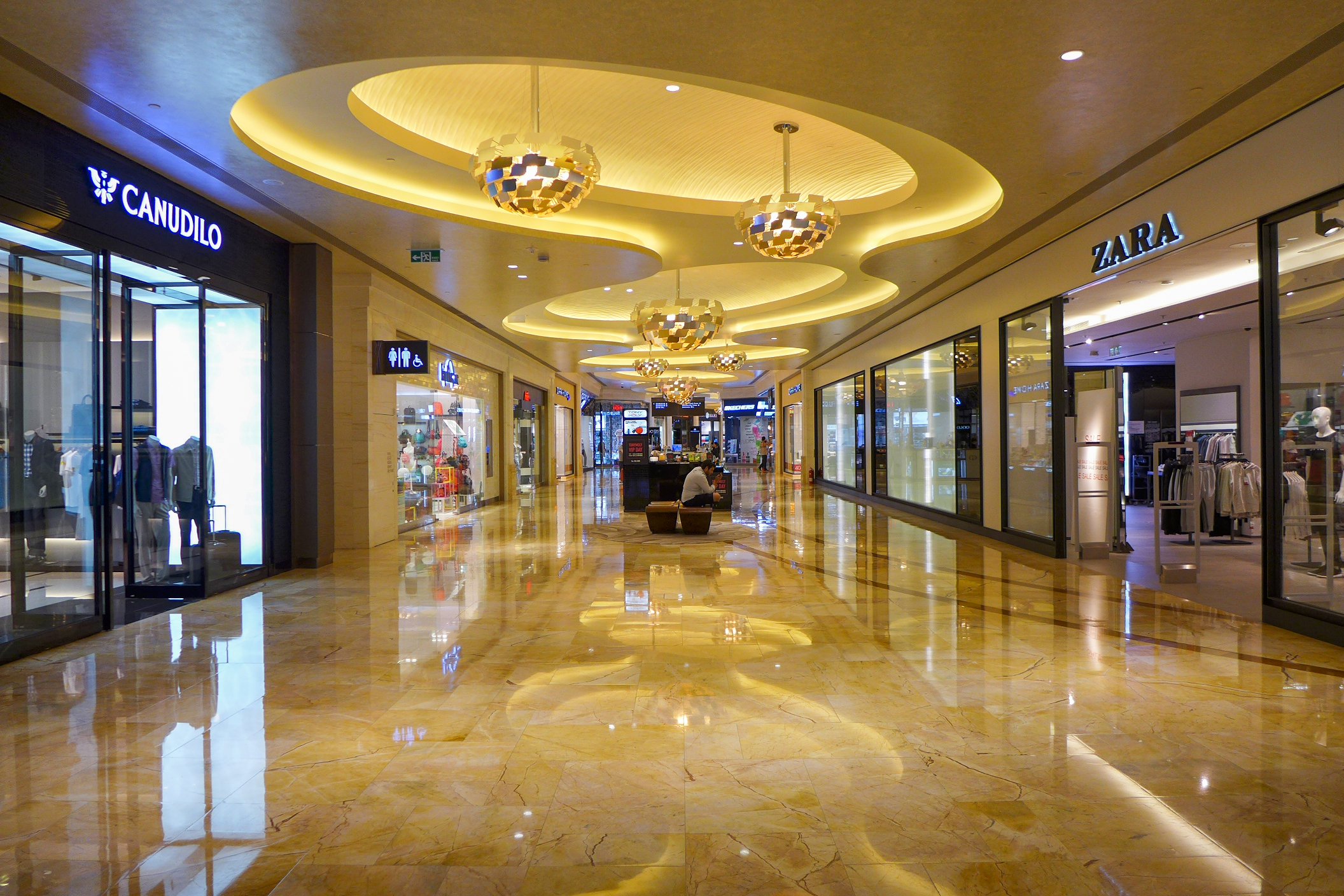
2樓第三期商店 (2013年)

## 飲食
澳門倫敦人內設有多家不同食府，包括中國內地和香港著名食府，另外更擁有充滿英倫特色風格的餐廳或酒吧。

### 倫敦人旗下餐飲
戈登拉姆齊英式酒吧

淮揚曉宴 - 由淮揚菜非物質文化遺產傳承人周曉燕大師主理, 港澳唯一米芝蓮二星淮陽菜餐廳

希雅度葡國餐廳

妙‧泰

邱吉爾餐廳

邱吉爾精品店

北方鳴苑

華庭

#### 倫敦人名匯旗下營運餐飲
喜公館

倫敦人美食園

漢普閣

### 已結業餐廳

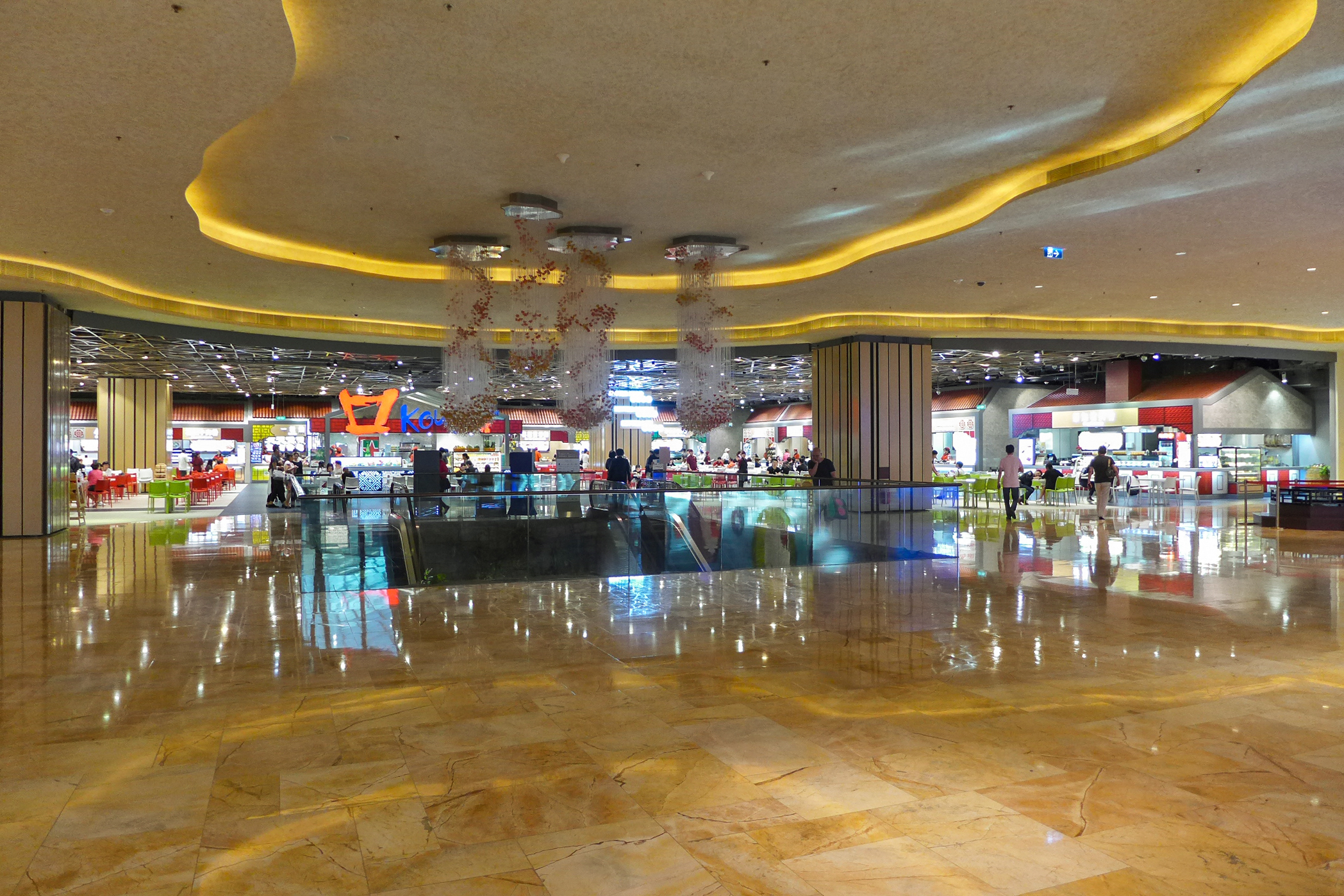
3樓美食廣場「口福」
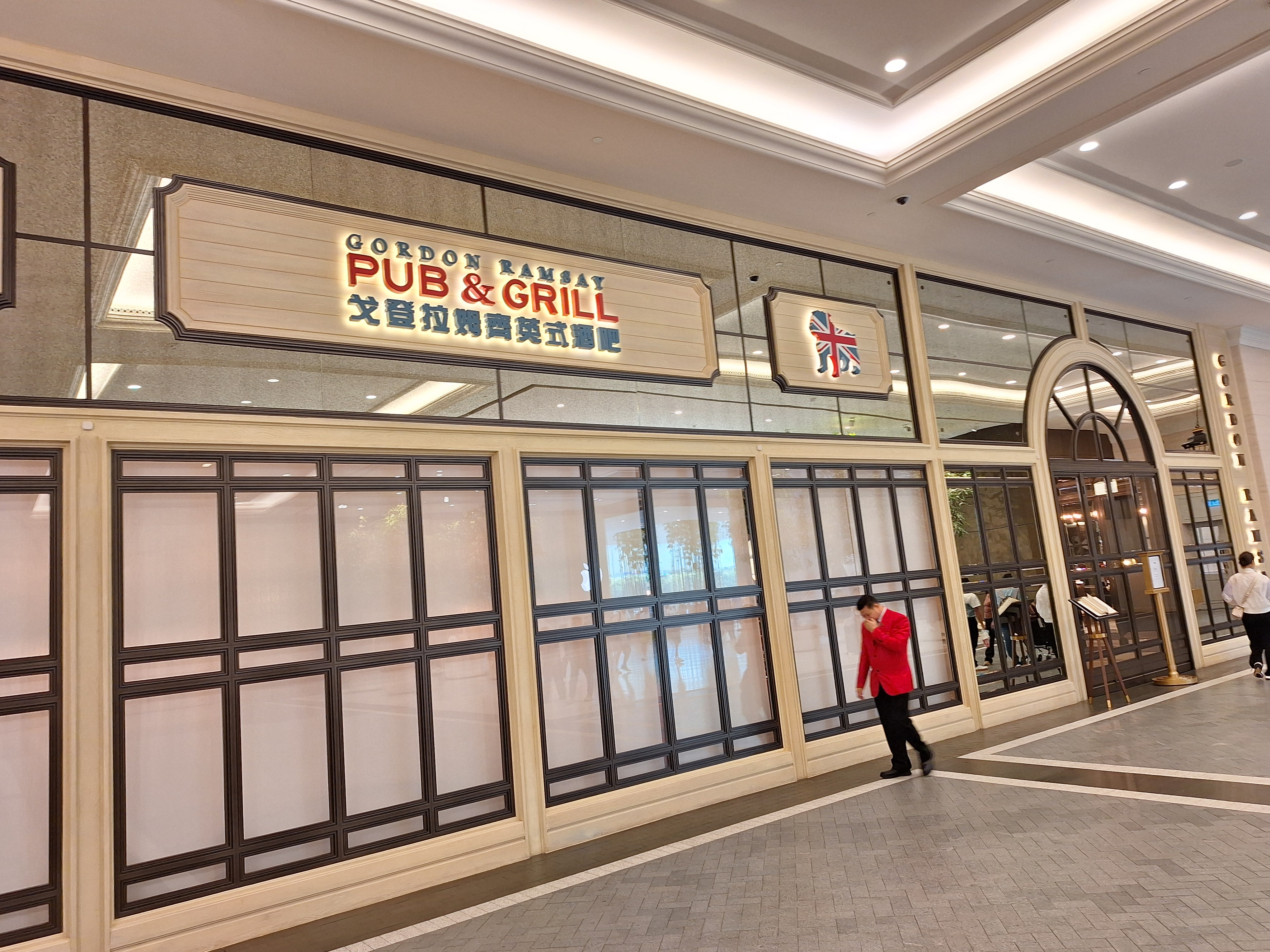
戈登拉姆齊英式酒吧
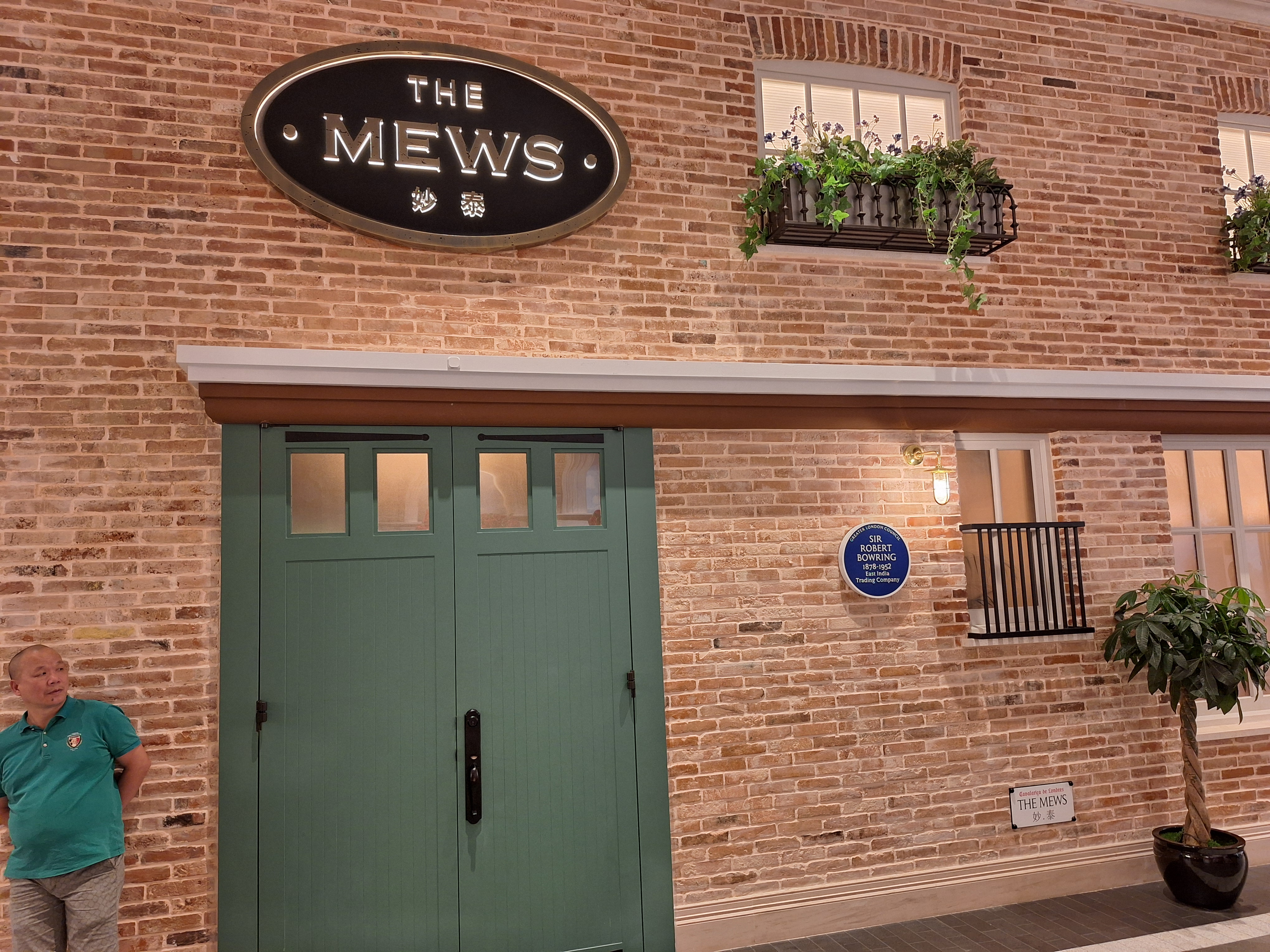
妙‧泰
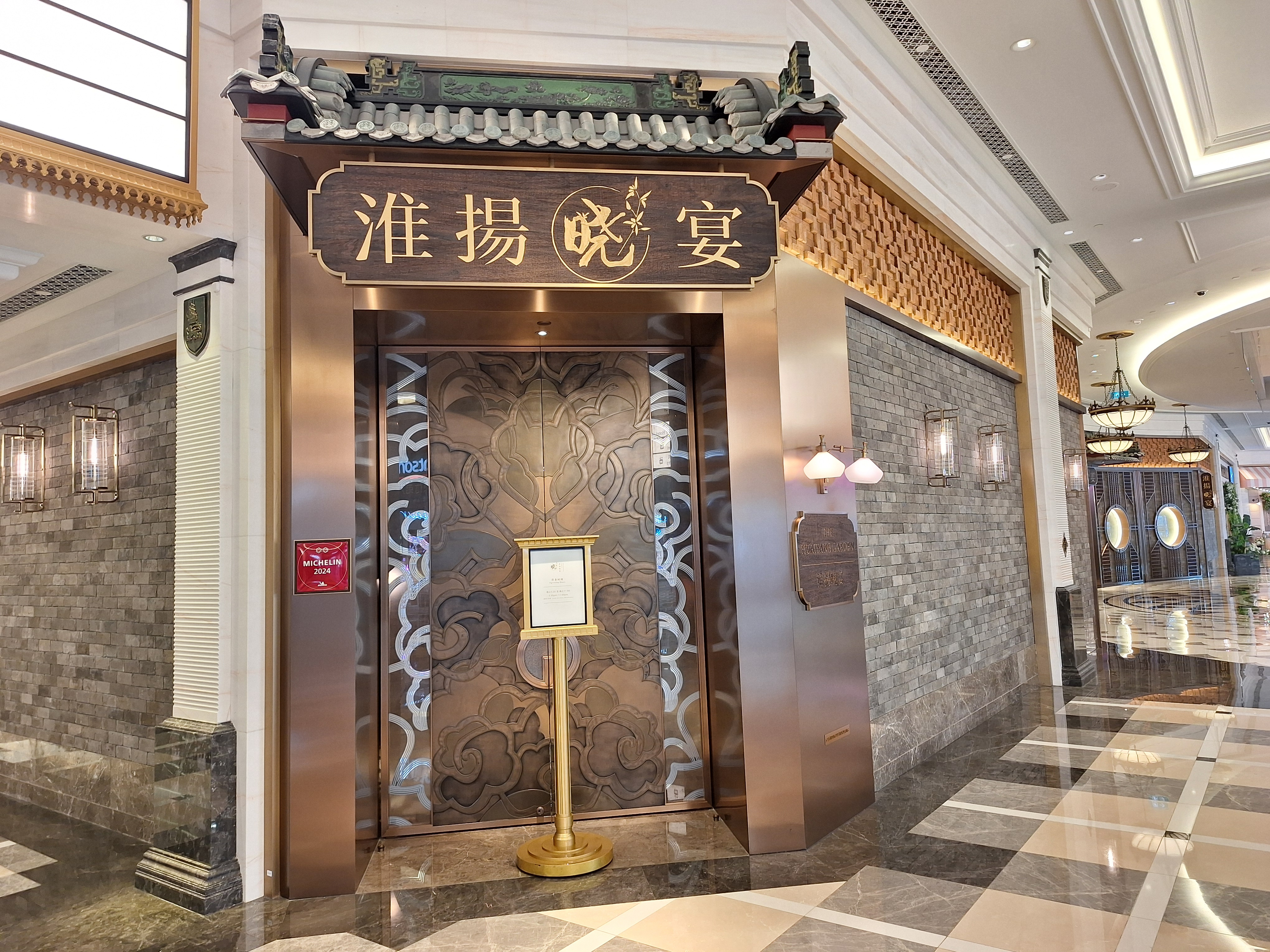
淮揚曉宴
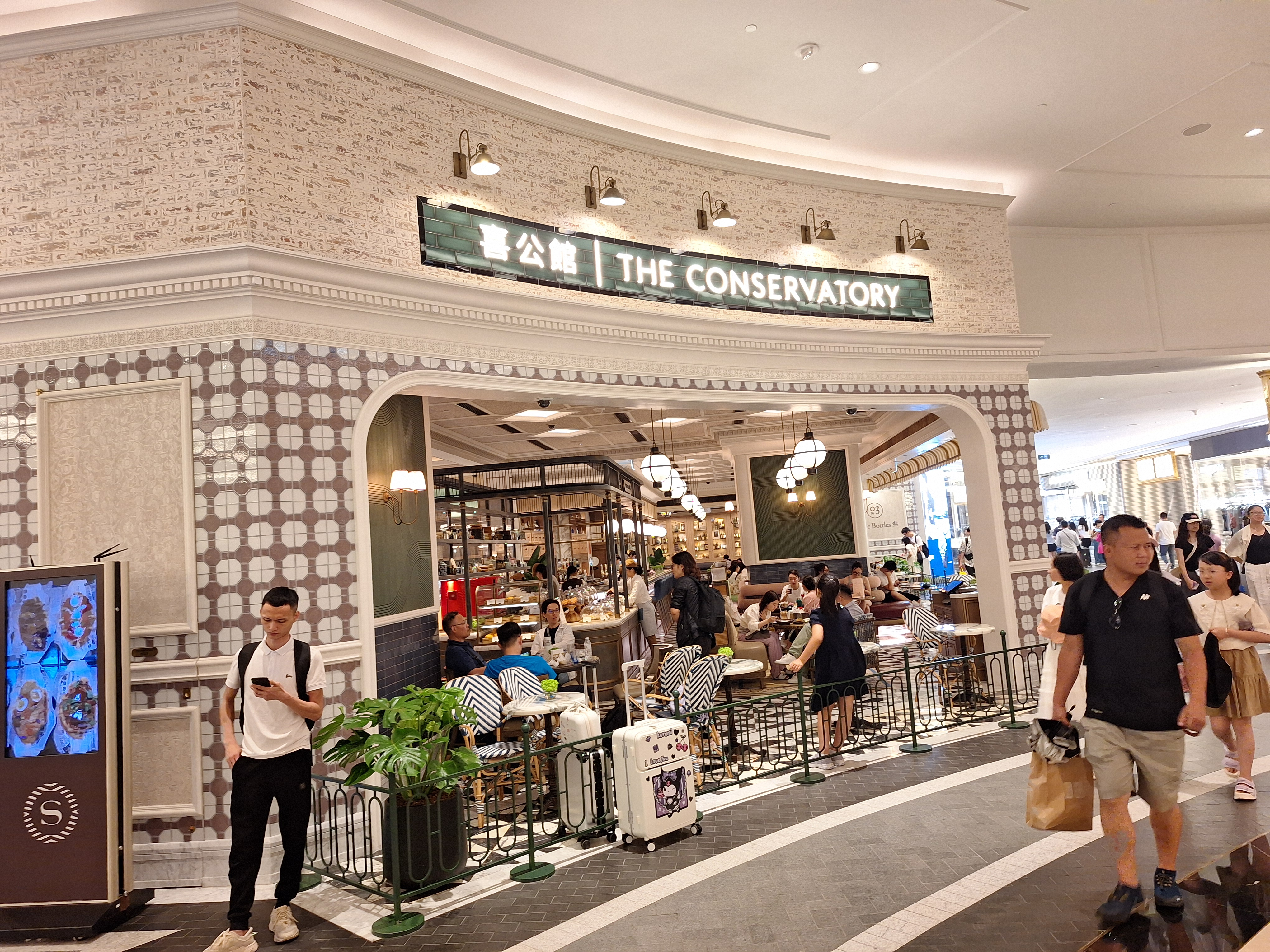
喜公館
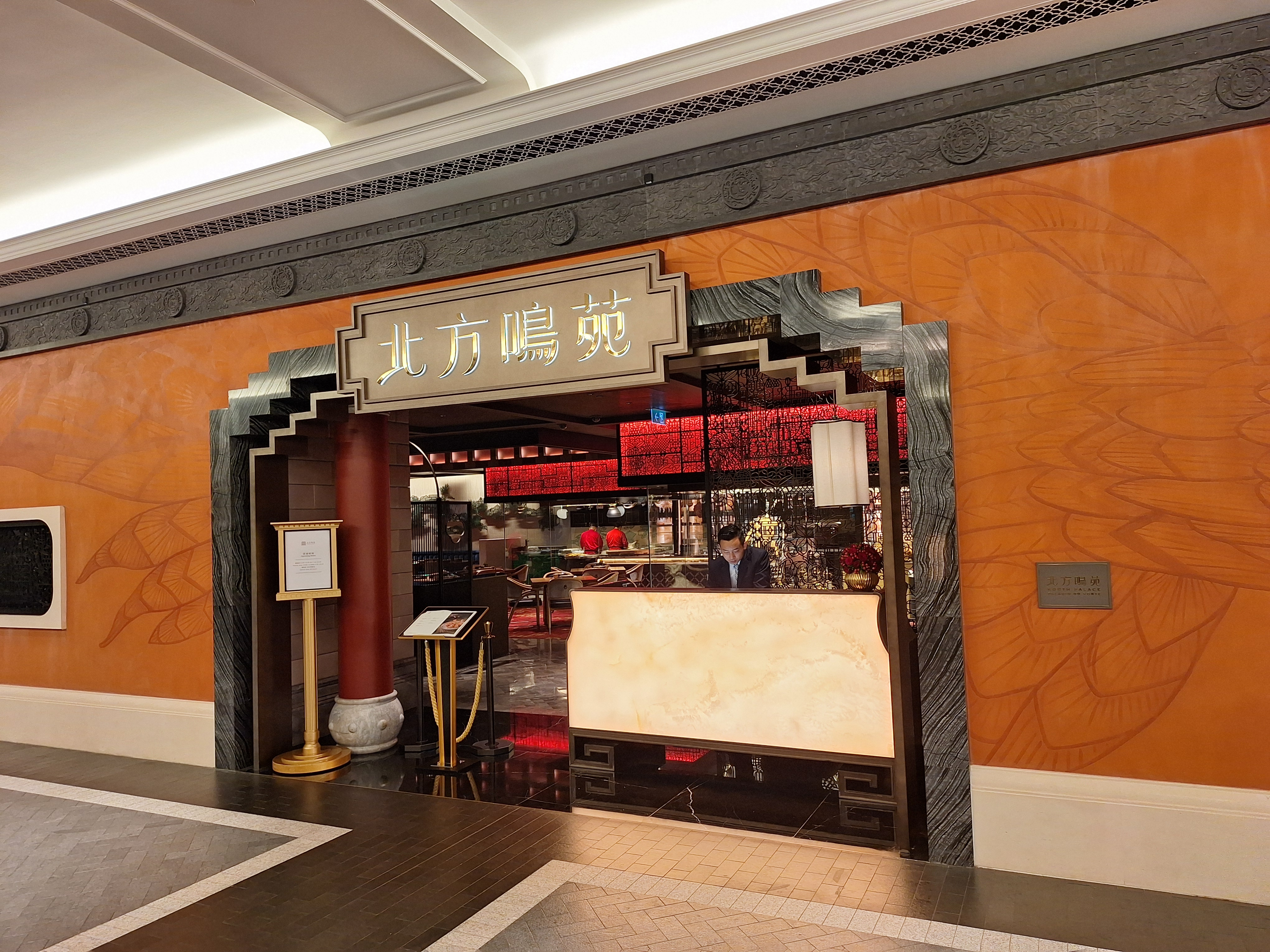
北方鳴苑
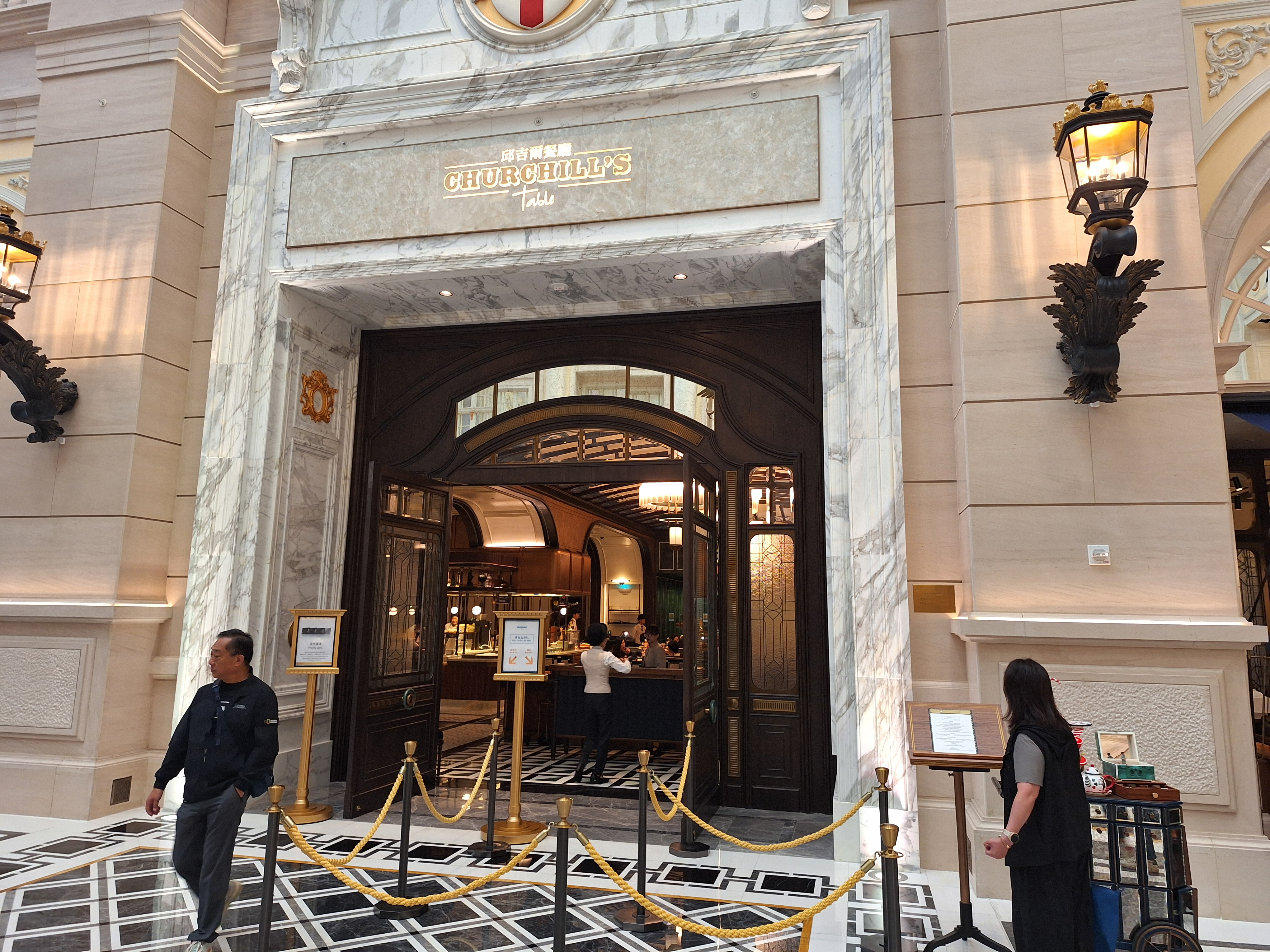
邱吉爾餐廳
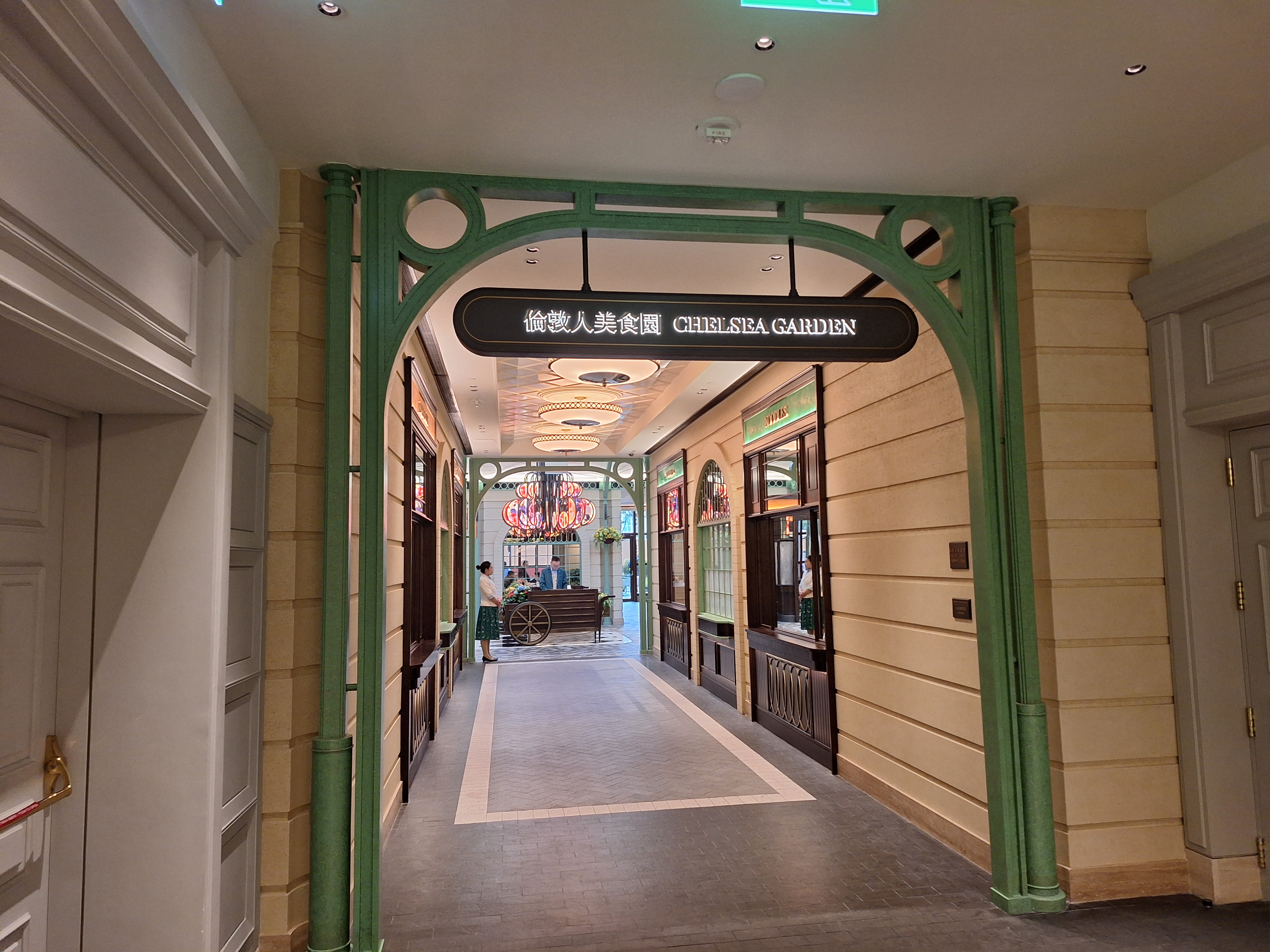
1樓美食廣場「倫敦人美食園」

南方小廚

北方館

桃園

盛宴自助餐

好味館

奧旋自助餐

班妮意大利餐廳

鮮

朝8

常滿飯莊

富貴坊
- 3樓美食廣場「口福」
- 戈登拉姆齊英式酒吧
- 妙‧泰
- 淮揚曉宴
- 喜公館
- 北方鳴苑
- 邱吉爾餐廳
- 1樓美食廣場「倫敦人美食園」

## 娛樂設施

#### Planet J

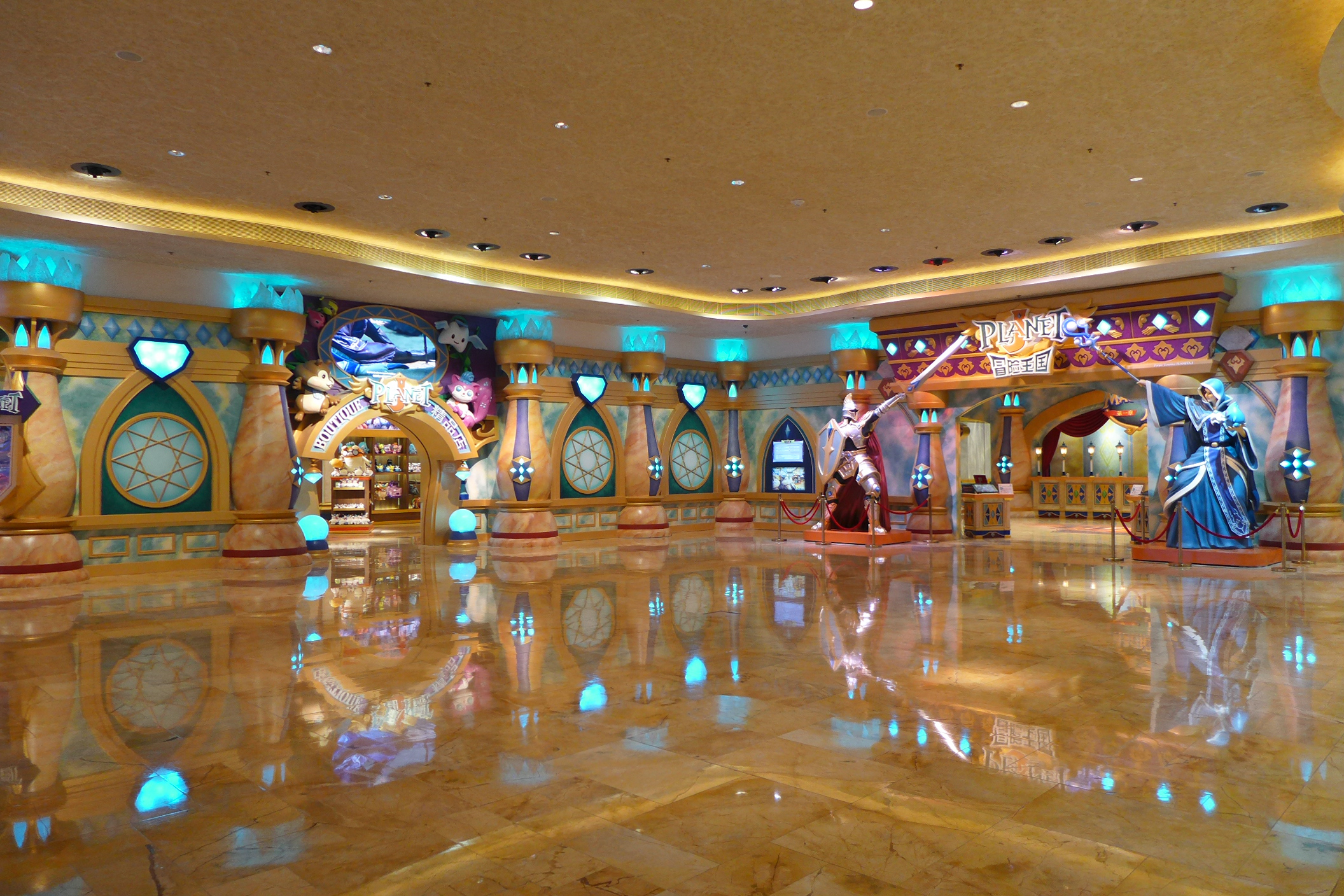
Planet J

在2015年春季，澳門倫敦人3樓設全球首個以玩家為中心的真人角色扮演主題樂園Planet J。該主題公園與「金光大道度假區－體驗夢工場」、「歷險Q立方2兒童地帶」，以及位於「兒童世界」的澳門最大及唯一的糖果屋等設施皆適合家庭娛樂。
主題樂園於2021年6月11日結束營業，並於2023年12月15日由《哈利波特》魔法展取代。

#### 倫敦探索的士
倫敦探索的士是澳門倫敦人標誌性的景點，賓客可與大衛碧咸一起乘坐英國標誌性的黑色的士一同暢遊倫敦，並在旅程結束前和碧咸拍照留念。

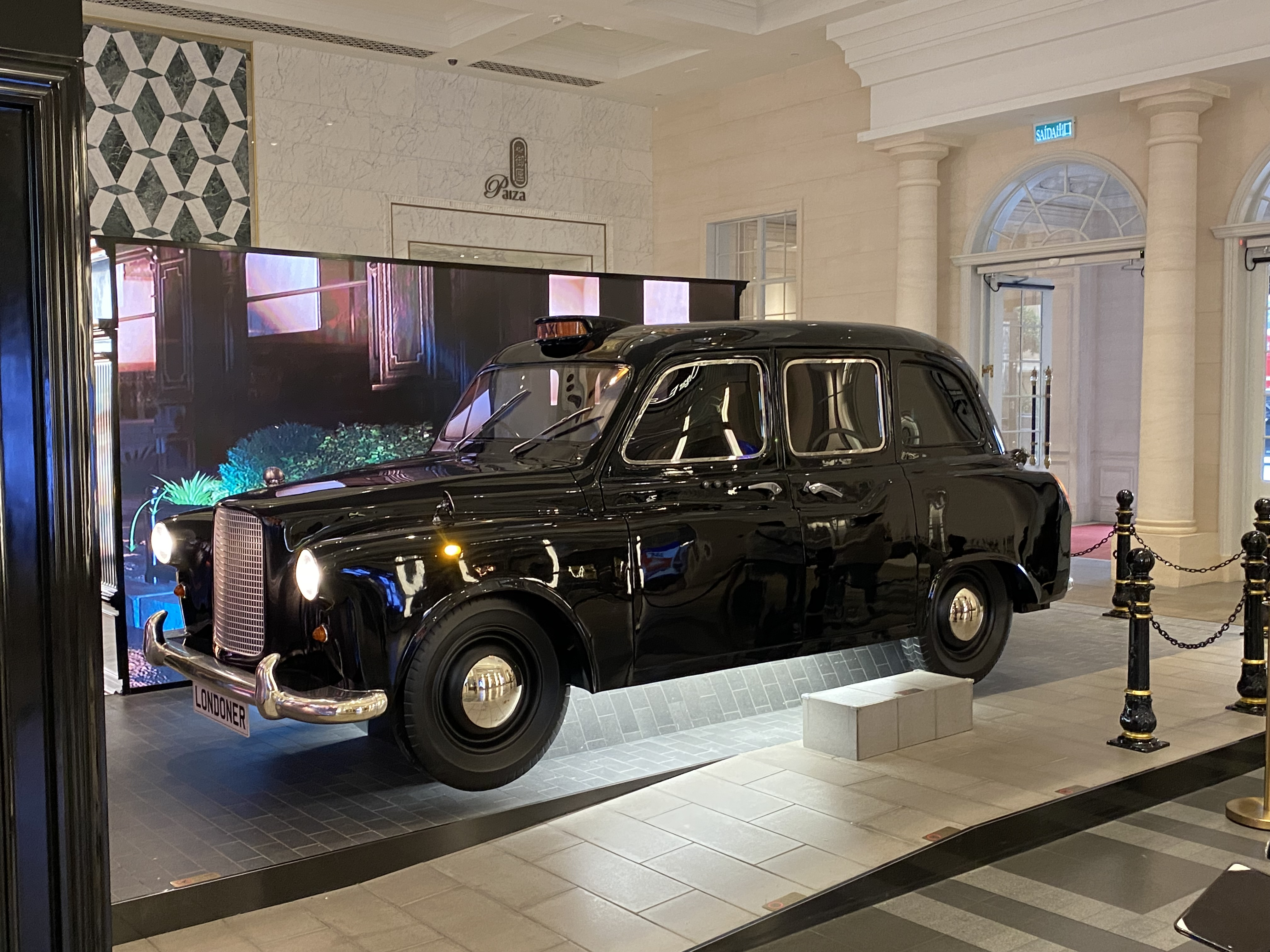
倫敦探索的士
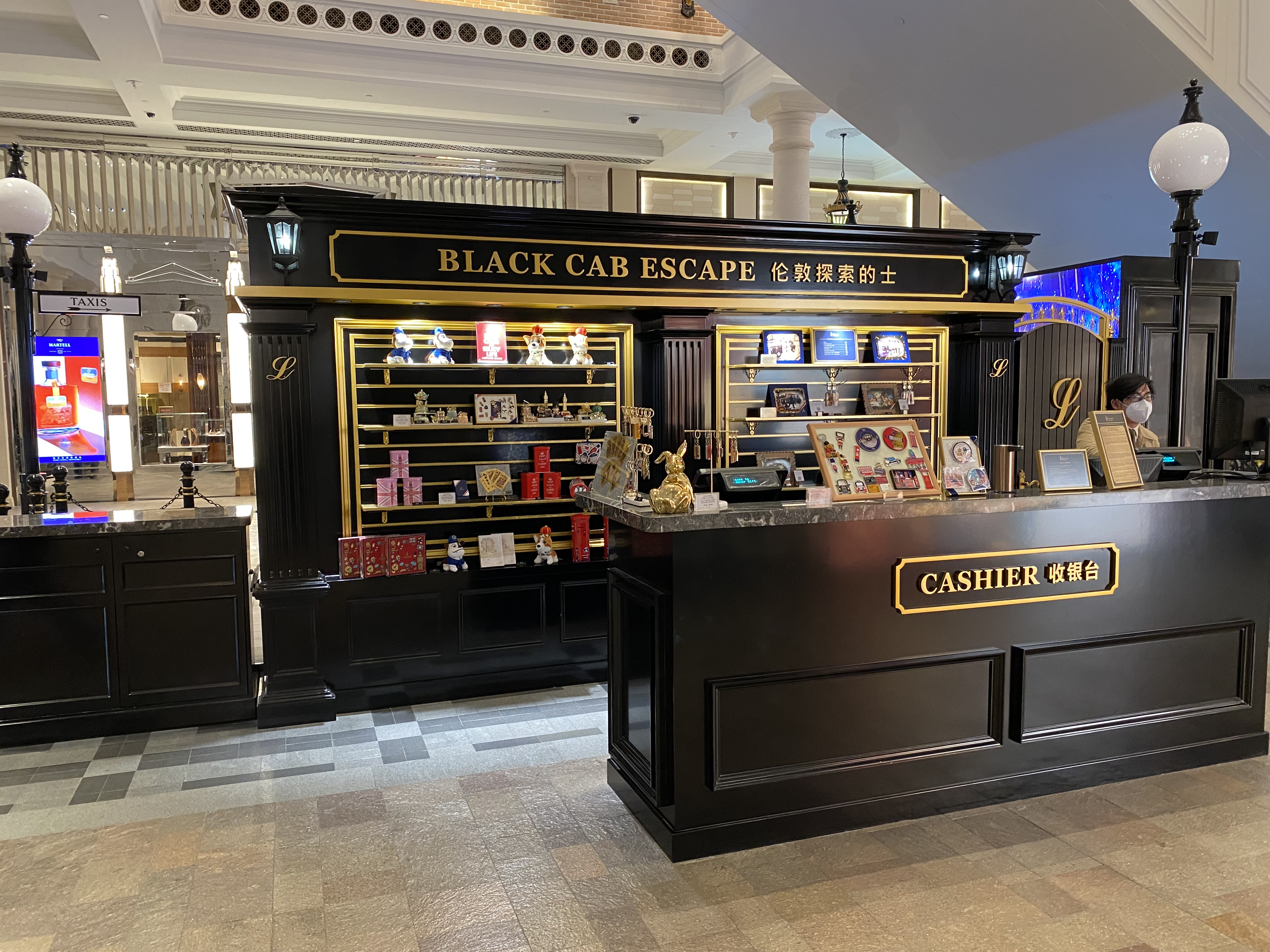
紀念照片售賣處

#### 《哈利波特》魔法展
於2023年12月登場，展覽堪稱開創性的巡迴展覽，通過一流的設計和創新的互動技術，展現《哈利‧波特》系列電影和魔法世界中的重大時刻、故事人物、場景佈置和怪獸。這展覽讓訪客近距離觀看原創服裝，道具等展品，配上互動式故事體驗讓訪客欣喜若狂。

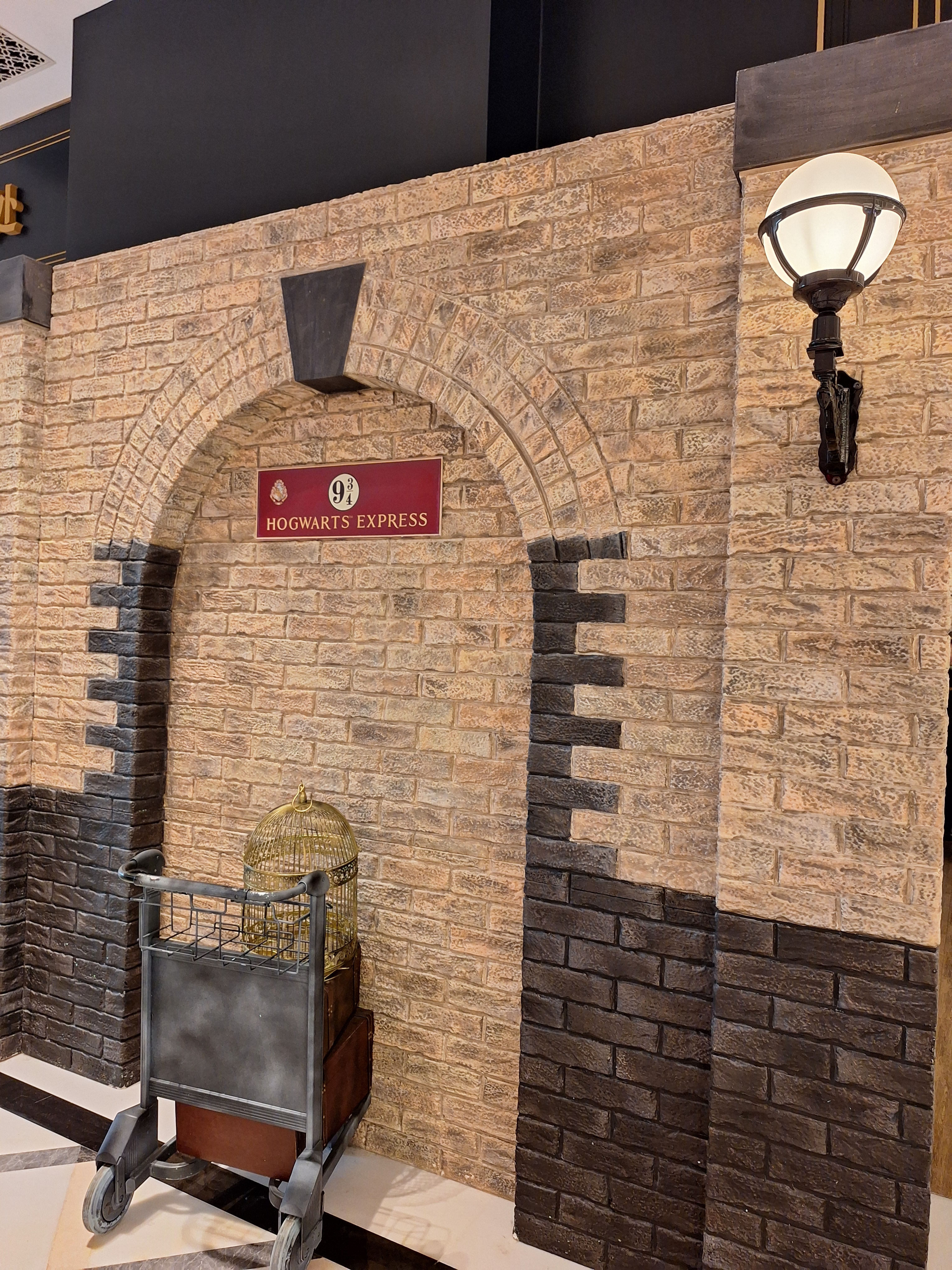
售票處外的仿製的9¾月台入口
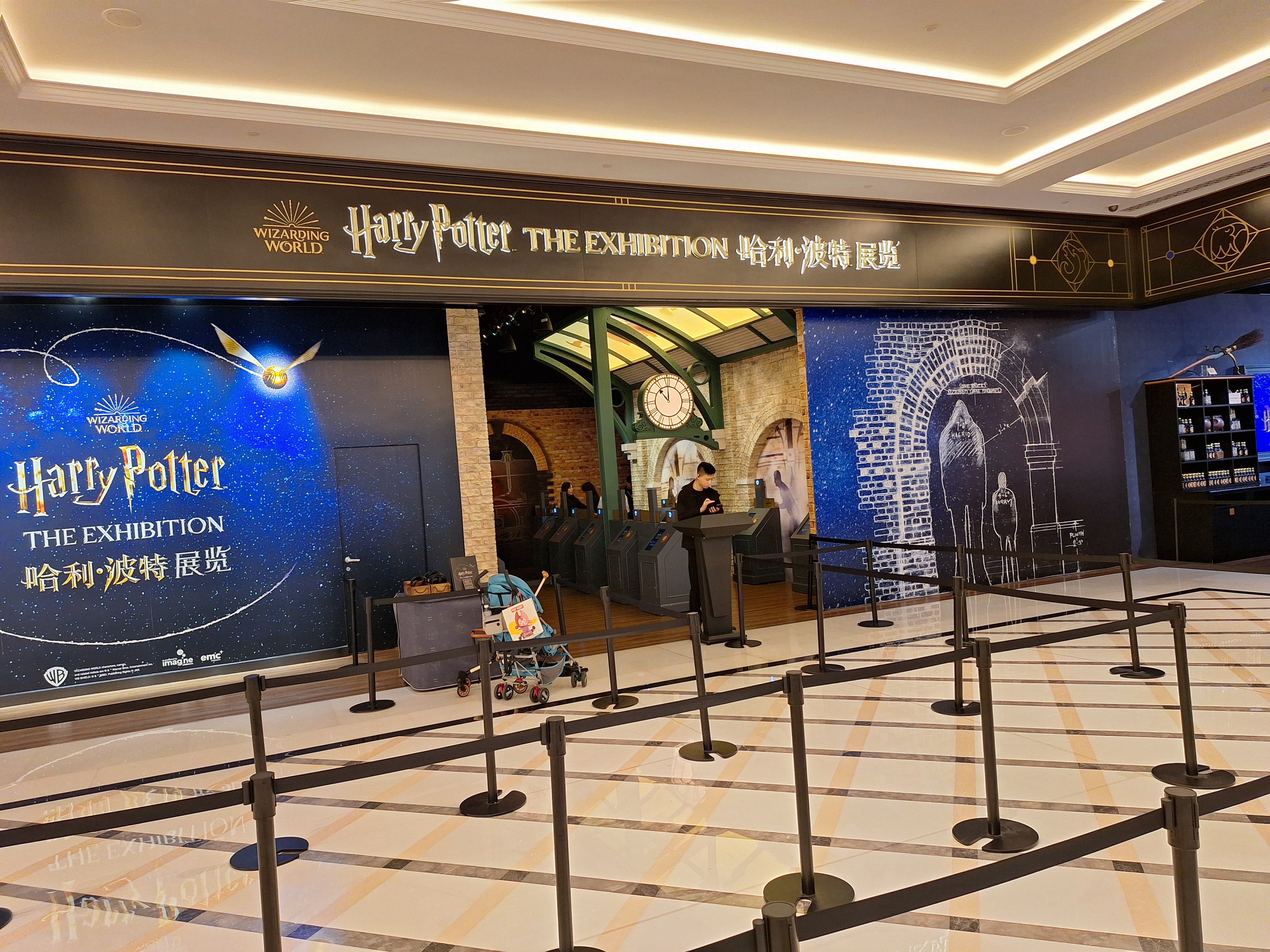
《哈利波特》魔法展入口

#### 倫敦人娛樂場
澳門倫敦人娛樂場面積總和超過27,500平方米，娛樂場包含兩個博彩大廳，包括喜馬拉雅主題的喜雅娛樂區場和波利尼西亞主題的凱運娛樂場。場內設有350張賭台、角子機數量近2000台。

### 會議設施
澳門倫敦人會議設施分別由澳門倫敦人、康萊德酒店以及喜來登酒店管理，當中包括面積達13,500平方米的六間小型宴會廳及一間大型豪華宴會廳。康萊德酒店會議場地面積約6,500平方米，可分成53個配備隔音設施的獨立會議和宴會場地。喜來登客什大型豪華宴會廳提供約5,000平方米無柱會議空間以及六間宴會廳面積合共10,000平方米，并可分隔為91間獨立會議室。
到2020年的改劃，設可容納6,000個座位的“倫敦人綜藝舘”和設有1,700個座位的“倫敦人劇場”。

#### 倫敦人綜藝館

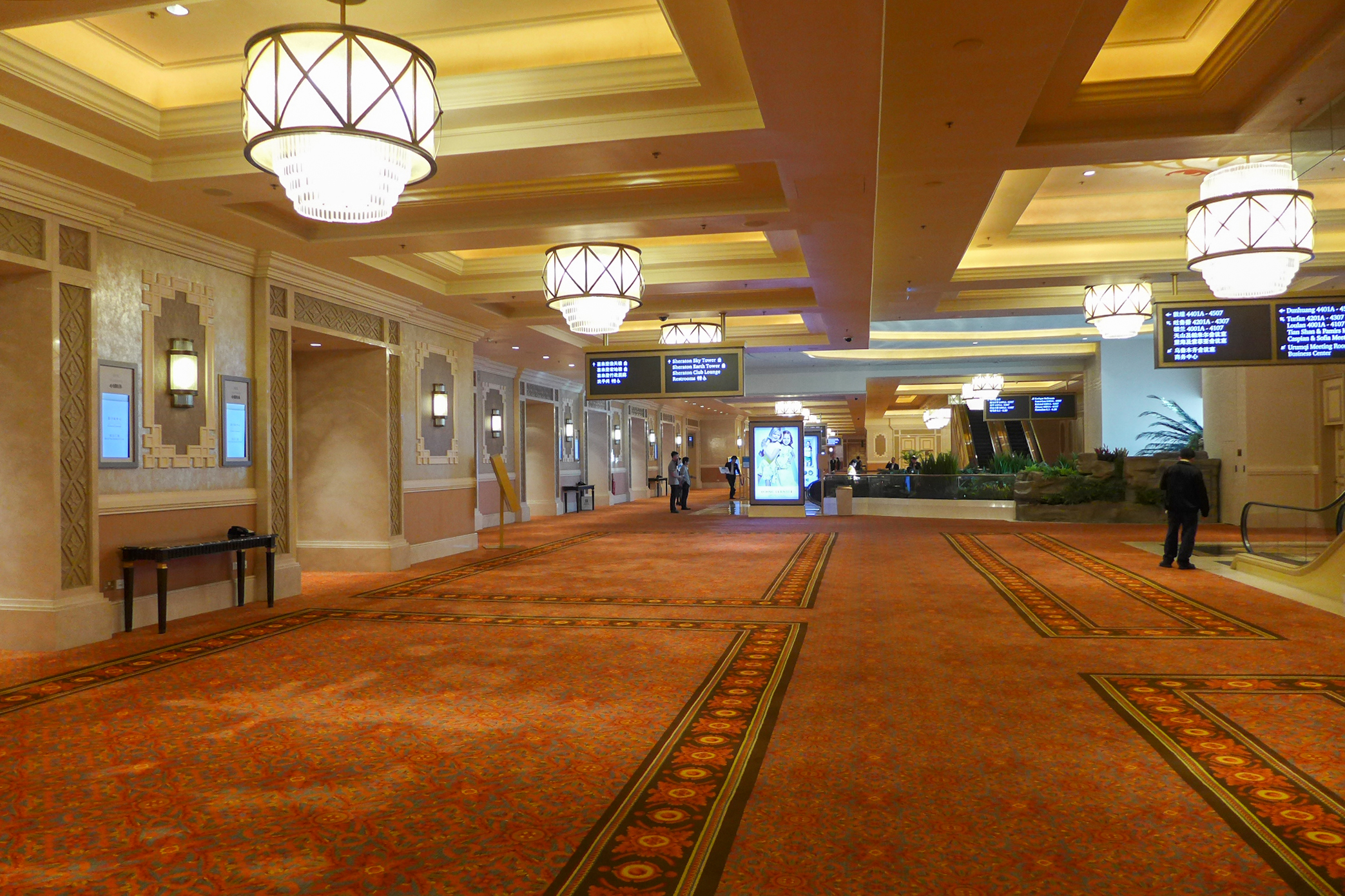
金沙城中心會議設施位於4樓 (2016年)
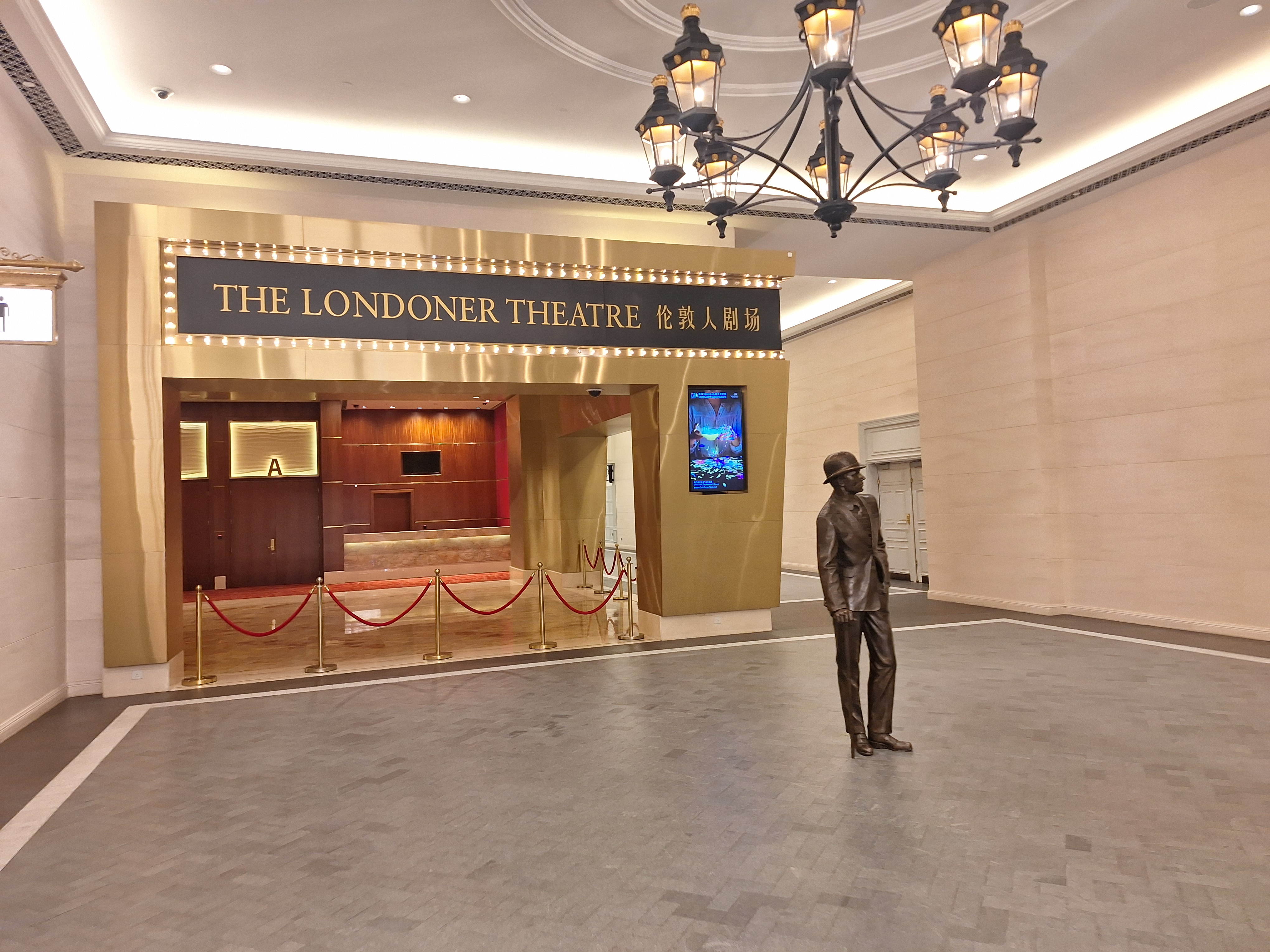
「倫敦人劇場」入口

## 鄰近建築／景點
| 景點 - 路環小型賽車場 - 澳門賽馬會 - 澳門國際遊艇俱樂部 旅館或商業項目 - 皇庭海景酒店 - 澳門葡京人 | 建設 - 路氹國際體育綜合體 - 澳門東亞運動會體育館 （澳門蛋） - 保齡球中心 - 網球學校 - 國際射擊中心 - 澳門戶外表演區 - 澳門科技大學 - 科大醫院 - 蓮花大橋 - 東方高爾夫球會 - 離島醫院綜合體北京協和醫院澳門醫學中心 - 駕駛學習暨考試中心 - 澳門鏡湖護理學院 | 「路氹金光大道™」商標項目 - 澳門威尼斯人度假村酒店 - 金光綜藝館 - 澳門百利宮 - 四季酒店 - 百利沙娛樂場 - 四季·名店 - 澳門倫敦人 - 康萊德酒店 - 倫敦人酒店 - 倫敦人名匯 - 瑞吉酒店 - 澳門巴黎人 - 巴黎人酒店 | 路氹城其他大型項目 - 新濠天地 - 頤居 - 迎尚酒店 - 君悅酒店 - 摩珀斯酒店 - 新濠大道 - 澳門銀河 - 澳門銀河酒店 - 澳門大倉酒店 - 澳門悅榕庄酒店 - 澳門JW萬豪酒店 - 澳門麗思卡爾頓酒店 - 澳門百老匯 - 萊佛士酒店 - 安達仕酒店 - 澳門嘉佩樂酒店 - 新濠影滙 - 新濠影滙酒店 - 澳門W酒店 - 永利皇宫 - 永利皇宮酒店 - 美獅美高梅 - 上葡京 |

## 興建圖片

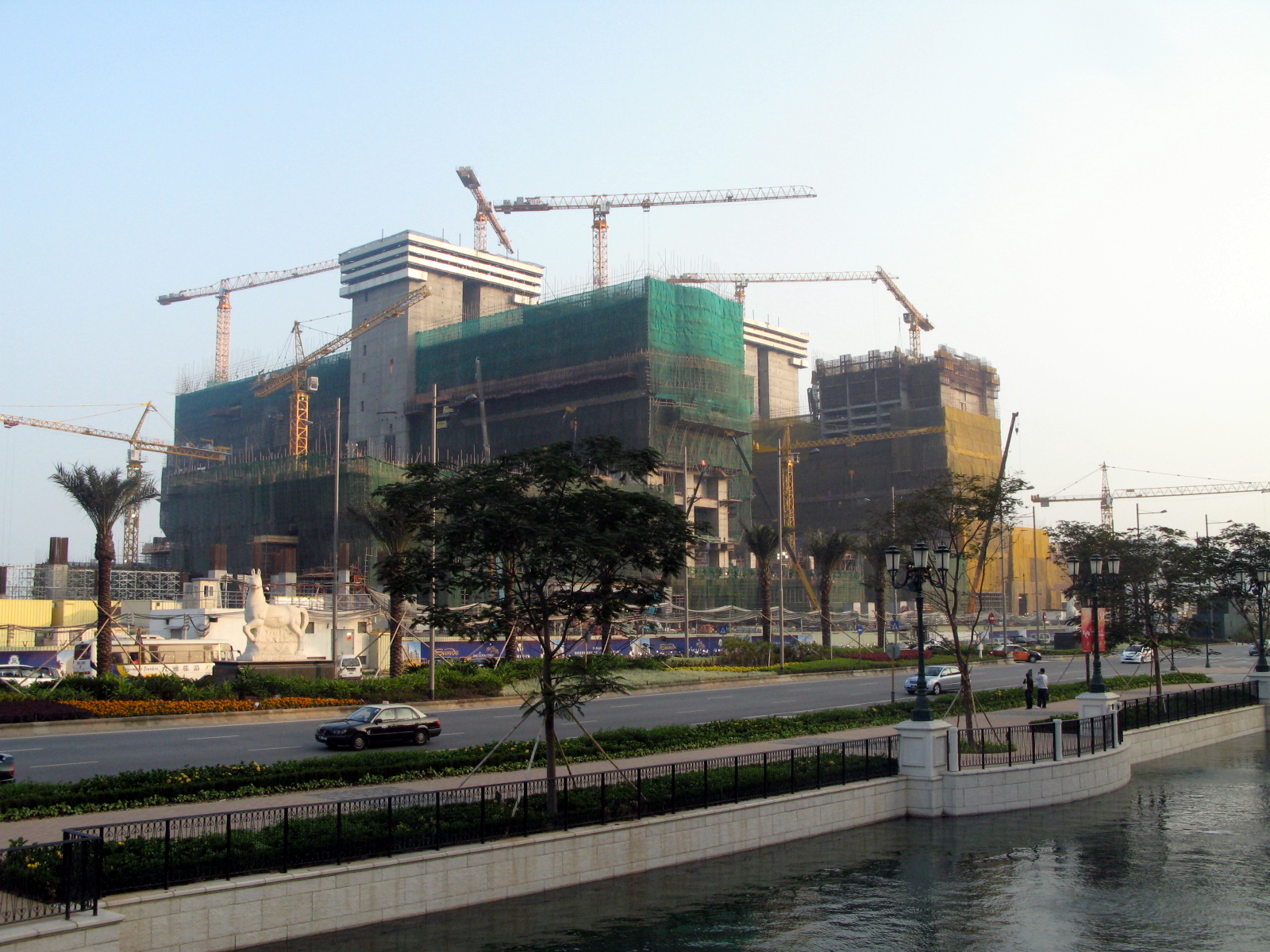
建設中的香格里拉酒店項目（2007年12月）
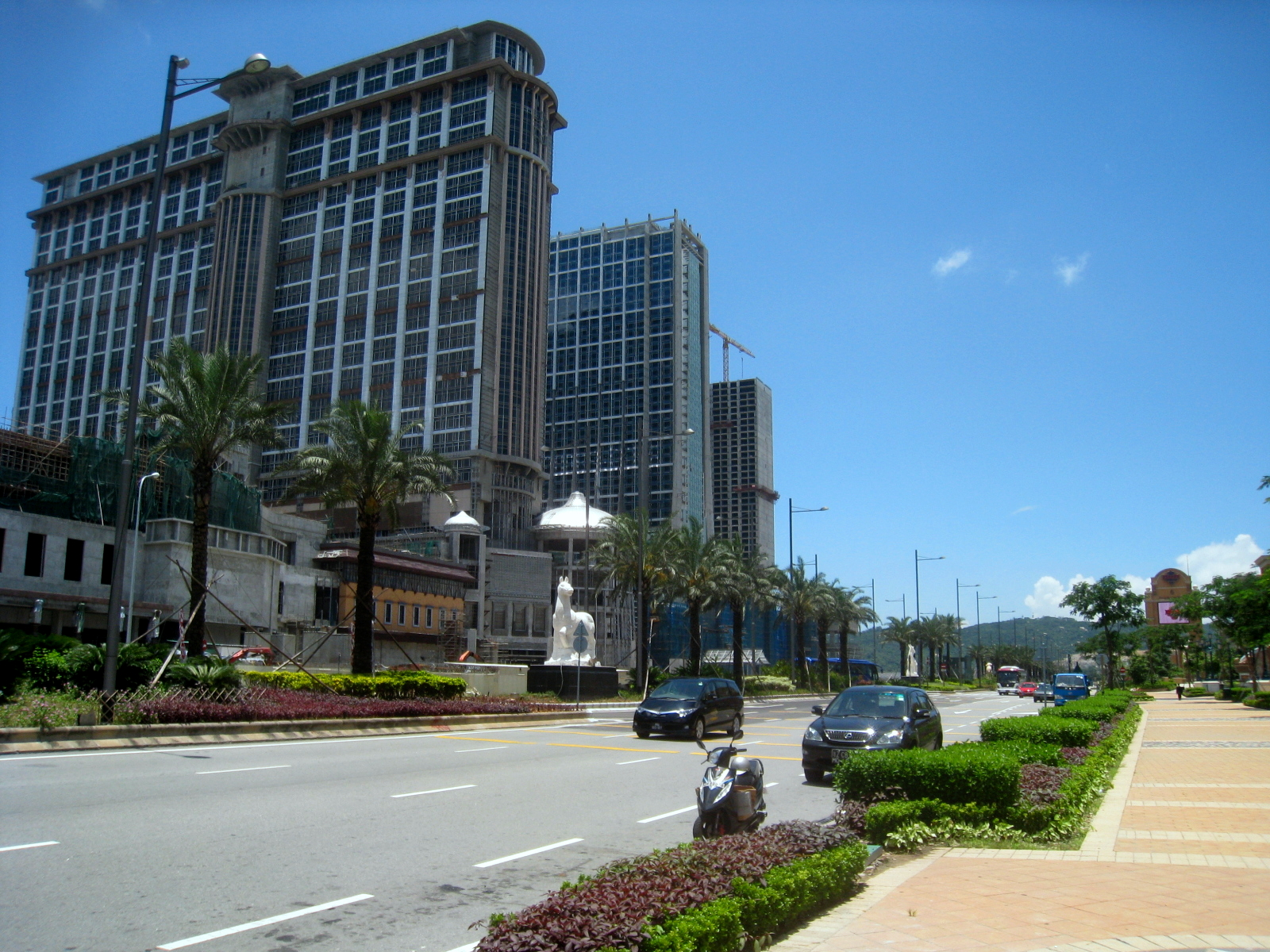
停工中的金沙城中心（2009年7月）
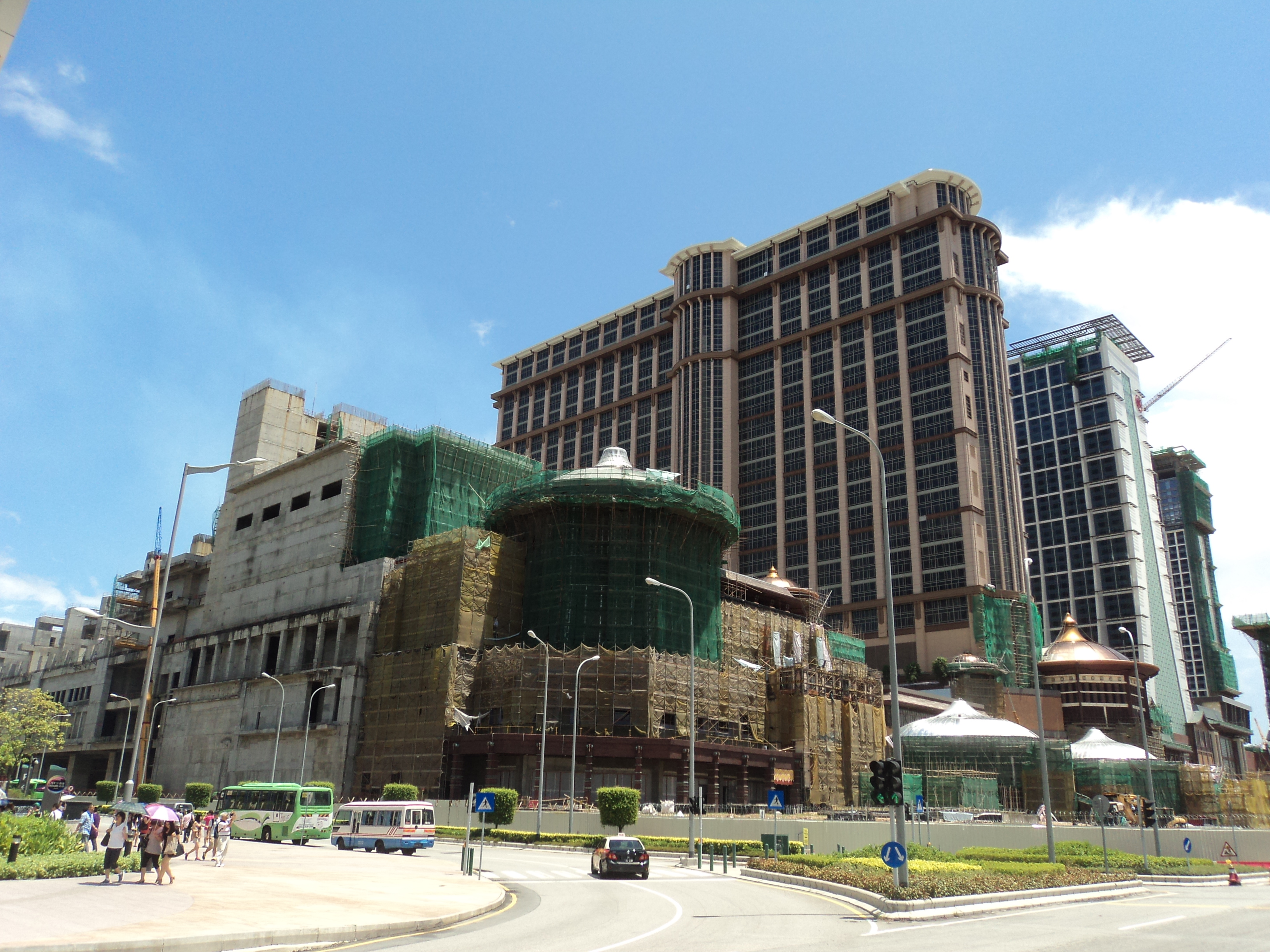
建設中的金沙城中心（2011年8月）
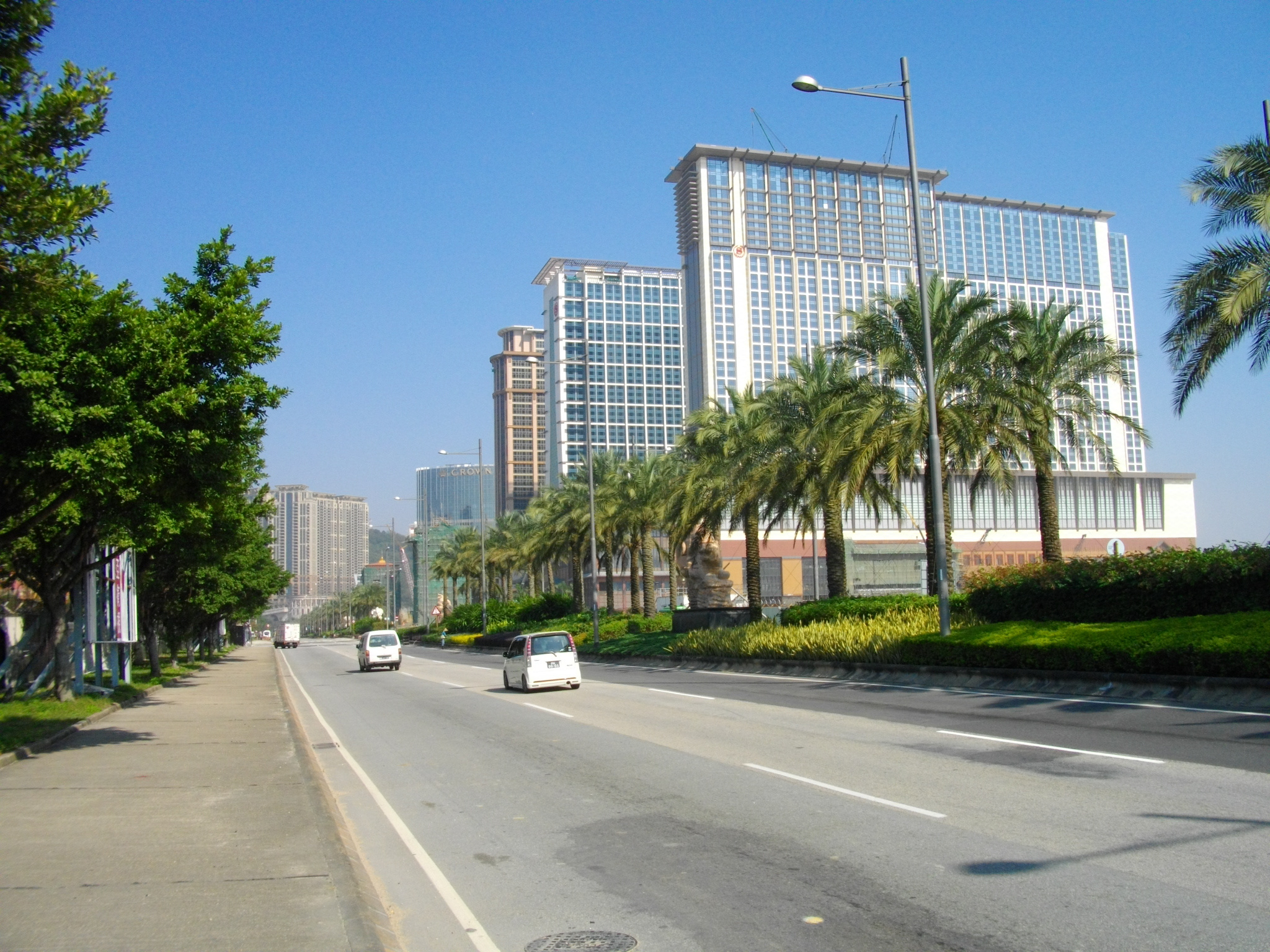
金沙城中心（2011年12月）

## 交通

### 自設交通

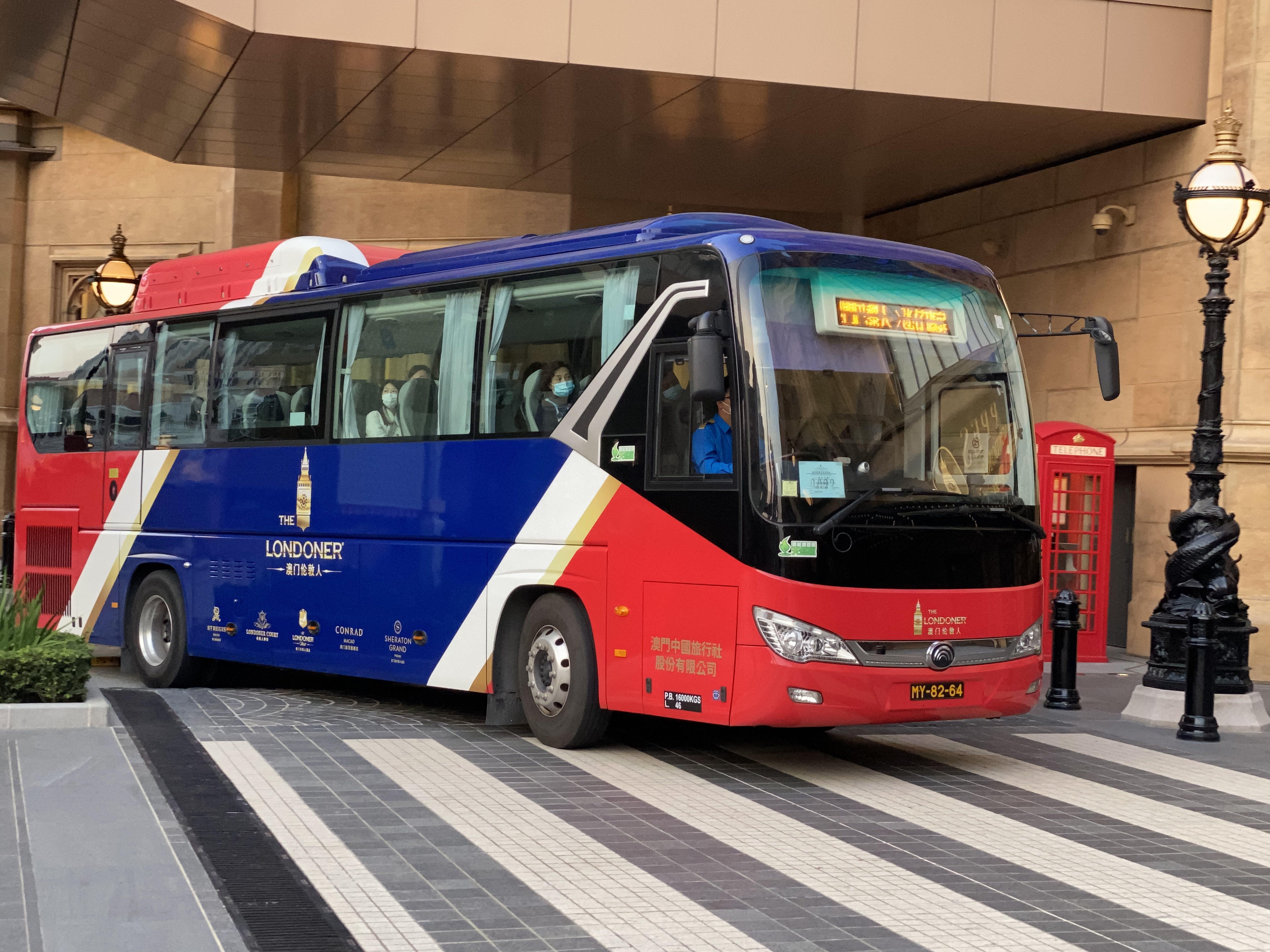
倫敦人免費穿梭巴士

「澳門倫敦人穿梭巴士」提供來往酒店與各口岸的免費接駁專巴服務，設有以下路線：
- 澳門巴黎人 ↔ 澳門倫敦人 ↔ 關閘
- 澳門倫敦人 ↔ 外港客運碼頭
- 澳門倫敦人 ↔ 澳門金沙酒店
- 澳門倫敦人 ↔ 澳門國際機場
- 澳門倫敦人 ↔ 氹仔客運碼頭
- 澳門倫敦人 ↔ 港珠澳大橋澳門邊檢大樓
- 威尼斯人 ↔ 澳門巴黎人 ↔ 澳門倫敦人 ↔ 橫琴口岸

### 公共交通

#### 輕軌
█  氹仔線路氹東站

#### 巴士
T376 連貫公路／巴黎人（Est. do Istmo／Parisian）
路線：15、21A、25、25AX、25B、25BS、26、26A、51X、56、MT4、N3
T379 連貫公路／巴黎人花園（Est. do Istmo／Le Jardin）
路線：15、21A、25、25BS、26、26A、56、MT4、N3
T380 連貫公路／倫敦人（Est. do Istmo／Londoner）
路線：15、21A、25、25AX、25BS、26、26A、51X、56、MT4、N3

## 争议

### 二十多名工人追薪約300万
2011年11月10日，二十多名曾在澳門金沙城中心地盤工作的工人，不滿僱用他們的三判公司拖欠薪金，較早前向勞工局求助無果，便向工會投訴，工人指資方拖欠他們約三百萬元「血汗錢」，希望工會能協助追討。金沙城中心則指已履行了合約，支付工程費，事件只是承判公司與工人間的糾紛。

### 聘用黑工和過界工
2015年1月19日，治安警在金沙城中心地盘抓到五個黑工和四個過界工，有判頭因此被控告。
2015年9月10日，治安警再去巡查，抓到十五個黑工。

### 嬰兒溺斃意外
2015年12月24日平安夜，康萊德酒店發生男嬰在酒店浴缸溺斃意外。消息稱，持日本護照的男嬰與父母一同浸浴，其間父母曾睡着數分鐘，醒來後驚見男嬰全身浸於水中昏迷，急忙召喚酒店職員求助，男嬰送院搶救後不治。

### 酒店被高利贷集团用来禁锢赌客並身亡
2016年7月，某内地女性被高利贷团夥四人关押在金沙城中心某酒店，在這期间內，那位女性死了。法院裁定是上吊自杀，死者家人向酒店公司索赔120万元失败，至于绑架者，初时被判无罪，后来上级法院下令重審。

### 被批评趁灾难宰客
2017年8月，天鸽风灾过后，好多旅客滞留澳门。作为少数有供电的金沙城中心酒店，索价万元一晚。

### 酒店房间被用作拷问虐杀
在2019年2月17日，某内地男人被發現伏屍康萊德酒店內，似乎是被江湖人士放血，慢慢弄死的，有逼供跡象，凶手在山西被大陆公安抓捕。

### 六名住客強制隔離期間擅開房門食煙飲酒交談
2022年6月中旬，網上流傳2段影片，指有人於澳門醫學觀察酒店（澳門喜來登大酒店）隔離期間打開房門。澳門治安警經調查後證實當日有兩名女子入住喜來登酒店客房，並承認在醫學觀察期間曾打開酒店房門。其中有女子於6月22日晚上將啤酒拋向對面房間內的兩名女性朋友，其後有4名女子被告，年齡介乎35至36歲，3人持中國往來港澳通行證（雙程證）、1人持香港居民身份證。另外，在6月23日凌晨，1名年約29歲男子在喜來登酒店隔離期間曾經打開房門吸煙，並與對面房間的1名男性朋友交談及喝酒，兩人都是澳門居民。治安警指6人均涉嫌違反澳門《傳染病防治法》，案件將移交當地檢察院偵辦。

### 換錢黨劫案
2023年7月13至14日，一名傷者聲稱帶同70多萬港元到倫敦人酒店客房，與26歲程姓男疑犯兌換人民幣，惟突然被對方揮拳襲擊頭部，其後雙方打鬥，2人同告浴血受傷。疑犯事敗逃離現場，躲藏在酒店附近外圍，找一名女子協助止血並更換染血的衣服。
在案發後約兩個半小時，人員在氹仔另一酒店的客房拘捕涉案內地男子，起回78萬港元贓款，此案為倫敦人酒店開幕以來第一次劫案。

## 外部連結
- 官方網站 （页面存档备份，存于）